# 神のみぞ知るセカイの登場人物
神のみぞ知るセカイの登場人物（かみのみぞしるセカイのとうじょうじんぶつ）では、『週刊少年サンデー』で連載されていた若木民喜の漫画作品『神のみぞ知るセカイ』の登場人物について記述する。なお、登場人物名は近畿日本鉄道（近鉄）の駅名を由来とした命名が多く、2014年には同社とのタイアップ企画も実施されている。

## 主要人物
桂木 桂馬（かつらぎ けいま）
声 - 下野紘、小林沙苗（子供時代）
本作の主人公。私立舞島学園高等部2年B組。【誕生日：6月6日11時29分35秒 / 年齢：17歳 / 身長：174cm / 体重：53kg / 得意科目：教科全般 / 右利き】
自他共に認めるゲーマーであり、幼い頃から四六時中ゲーム三昧の生活を送っている。特に「思春期の男子」としてギャルゲーをこよなく愛する。これまでに10000人以上ものヒロインを攻略しており、プレイしたソフトの数は5000タイトルに上る。その手腕からネット上では「落とし神」の異名を取り、ギャルゲーに対する非常に独特な考え方や、攻略速度の速さなどから神の如く崇められている。決め台詞は「エンディングが見えた」。甘い食べ物は嫌い。実は音痴で人前で歌う事を嫌う他、エルシィやちひろからは絵が下手だと笑われている。人前で何かをして目立つのも嫌い。
類いまれな頭脳と高い記憶力、そして大抵の事を初めて、もしくは少しの練習でそれなりにこなしてしまう。学業においても教師の性格・出題傾向を読みきってテストは常に100点という規格外の事をやってのけるなど、その能力は人間離れしている。しかし普段はその能力はもっぱらギャルゲーのスピード攻略に使われている。特に「落とし神モード（動きの速さから手が六本に見える）」に入るとADVゲームなら12本、それ以外のジャンルのゲームでも6本のゲームを同時プレイすることができる。基本的に体力を使わないゲームであればある程度の応用が利くようで、ハクアが100年無敗と豪語する地獄定番のボードゲームで対戦した際もあっけなく勝利してみせた。しかし、前述のように学業はどの科目も好成績を収めているが例外的に体育の実技は苦手で、体力や運動神経の良し悪しが絡んでくると苦戦し、バッティングセンターでのゲームでは持ち前の頭脳明晰さを活かせなかった。
性格は基本的に冷静沈着。プライドが高く理屈っぽい一方で、ゲームの邪魔をされたりギャルゲーのヒロインを貶された時は烈火のごとく怒るなど、子供っぽい面も持ち合わせる。常日頃より「現実なんてクソゲー」と断じている一方、自身を溺愛する家族や、「落とし神」としての自分を頼ってくるゲーマーやゲーム開発者に対しての愛想は良い等、根は優しく面倒見がいい。ゲームのヒロインや攻略対象の心の機微は敏感に察するが、いわゆる「女心」には極度に鈍感で攻略対象ではないエルシィやハクアの気持ちには全く気付いていない。自分のペースを乱されることを嫌い、お調子者で自己中心的なノーラや強引で押しの強い性格に一変した攻略後の結を苦手としている他、現実の女子との一時的接触（抱き付かれる、腕に絡まれる等）も苦手であるなど、攻略が絡まなければ女子に対しては基本的に奥手である。
顔立ちは整っており、眼鏡をはずせば相当な美少年で女装も似合ってしまう（本人は女装を嫌がっているが栞や結からは「かわいい」と評された）。そのため、ターゲットを落とすときは眼鏡を外してそのルックスを利用することもある。しかし普段は授業中でも平然とゲームをする態度の悪さから友人はおらず校内一の変人（中等部でも「高等部じゃ有名な最悪キモ男」と認識されている）として「オタメガ（あるいはオタメガネ）」と呼ばれ、まともな人間とは思われていない。教師達からも問題児扱いされているが、本人にその自覚は皆無。
ギャルゲーに登場する二次元の女性を「完璧で理想的な存在」とこよなく愛しているのに対して、現実の女性を「低次元」「理不尽な奴ら」などと見下して、自ら関わり合おうとしなかった。しかし「落とし神」の噂を聞きつけたドクロウからの挑発するかのようなメールに思わず返信してしまったせいで悪魔・エルシィとの契約が成立し、エルシィの「協力者（バディー）」として「駆け魂」の捕獲に協力しなければ、契約の証でもある首輪が作動し、首を落とされると宣告される。結果、ギャルゲーで培った知識や経験を生かし駆け魂を捕獲すべくエルシィと共に“意に反して”「現実女子」の攻略に奮闘することとなる。そのため、早く駆け魂狩りから解放されて、ギャルゲー浸りな元の日常に戻りたいという不平を常々漏らしており、攻略対象にも不満を垂れることがある。しかしいざ攻略となれば、時間や手間・労力はまったく惜しまない。また攻略完了後の女子に対してなんの感情も抱いていないように振る舞うが、彼女たちが自分との「恋愛」を覚えていないことに一抹の寂しさを感じている。そうして数多くの人と接する内に、彼自身の内面や現実への態度にも少しずつ変化が表れていく。
全ての事態が解決した後、ちひろに告白し振られるが、その後彼女に喫茶店に誘われる場面で物語は締めくくられている。
愛用ゲーム機はPFP（プレイ・フィールド・パーソナル）で複数所持しており、インターネットやメールにも使用している。これを常に手元に置き、自分の身体よりも大切にしている。また高校生とは思えないほど大量のゲームソフト（主にまとめ買い）と多数のゲーム機本体さらにAV機器を所有しているが、本人曰く費用の出所は「M資金」とのこと。
名前の「桂馬」は「ゲーマー」に由来する。なお作者は彼のことを、「自分の考えをゴリ押しで何だか正しいこと言ってるように導いていく狂人」と評している。
エルシィ / エリュシア・デ・ルート・イーマ
声 - 伊藤かな恵
本作のヒロイン。【ジョブ：家事専用悪魔 / 誕生日：3月14日 / 年齢：300歳以上 / 血液型：O型的性格 / 身長：159cm（まげつき） / 体重：44kg / 左利き / スリーサイズ：B83-W58-H84】
地獄の冥界法治省極東支局の「駆け魂隊」の1人である「新悪魔」。階級は三等公務魔で本来の主な仕事は掃除。人間界では桂馬の同年齢の妹（詳細は後述）として「桂木 エルシィ（かつらぎ エルシィ）」を名乗っているため、ちひろたちからは「エリー」とさらに略されて呼ばれている。ただし後述の性格および行動から、桂馬からは「バグ魔」「ポンコツ悪魔」「ヘッポコ」呼ばわりされている。
落ちこぼれで、駆け魂隊になる前は300年ほど地獄の掃除係をしていた。人材難から駆け魂隊に回され、ドクロウの命令で人間界へとやってきた。見た目は悪魔というより天女に近い（彼女の普段着やほうきは地獄の掃除係の制服）。アルマゲマキナで両親を失い、救命院で育てられた。姉のような存在のリミュエルに憧れを抱いている。
性格は基本的に能天気で無邪気、かつ天然でドジな泣き虫。桂馬のことを現実の女性を難なく落とすことのできる「落とし神」と勘違いし駆け魂討伐に巻き込んでしまった。桂馬の性格を把握してからは冷ややかに対応することやスルーすることも多くなる。桂馬を「神様」、「神にーさま」（もしくは「にーさま」）と呼び慕っている。また嫉妬深い面もあり、桂馬が攻略以外の場面でハクアや天理など自分以外の女の子と一緒にいると嫉妬することがある。特にハクアが相手だと対抗意識を剥き出しにする。しかし、桂馬に恋愛感情を抱いているかどうかは曖昧である。
桂馬との行動が容易になるようにというドクロウの計らいで、彼の父親の隠し子（つまり桂馬の異母妹）ということで桂馬と同居しており、学校にも編入して同じクラスに所属している。家事能力が高いため麻里には重宝され、「カフェ・グランパ」も手伝っている。かなりの美少女でスタイルがよく、人当たりも良いため学校でも店でも男女問わず人気者。
常に持ち歩いているホウキとは298年もの付き合いで、使い方次第では周辺一帯を一掃できるほどの破壊力を持つ。300年掃除係をしていただけあって掃除がとても得意。また「料理も得意」と自称するが、作る料理は「地獄の材料を使用した地獄の料理」なので、人間には不向きである。料理に使う「生きた素材」そのものが原因で騒動となることも多い。今までで一番まともだったのが、「呪い」というカレー風の料理。結局、桂馬からはそうした長所をまったく認めてもらえず、自分から料理と掃除を取ったら何が残るのかとひどく嘆いたことがある。絵は桂馬よりも上手。
人気アイドルのかのんを好きになると自分もその真似をして頭にリボンを付けるなど、ミーハーな一面を覗かせることも多い。また、栞編以降では図書館で出会った本をきっかけに消防車が大好きになる。かなりのTVっ子であるほか、月曜日になると憂鬱になるなど（超）小市民的な悪魔。
ちひろ編終了後、ちひろの始めたバンド・2B PENCILSに参加している。担当はベースで、譲り受けた右利き用のベースを左で弾いている。
桂馬と狩り集めた駆け魂の数は期間の割に多く、駆け魂隊でも成績優秀とされ室長賞をもらっている(ただしその時エルシィは不在)。基本的には駆け魂センサーによる索敵と攻略対象の情報収集、羽衣での物質的支援および駆け魂捕獲などのサポートが主な役目だが、桂馬に駆け魂や地獄に関する情報すらロクに与えておらず、契約当初は桂馬を苦労させていた。叙勲の候補に挙がった際の審査では、あまりにもマイペースでのんびりした生活実態が明らかとなり、逆に2か月間の減俸処分となった。段々と悪魔としての本分を忘れて人間界での生活を満喫している節があり、灯編では終始テスト勉強のみで何もしていない。
女神編ではかのんがヴィンテージに襲撃された際ハクアやディアナと共に短剣を抜こうとするが失敗。その後、かのんの歌だけでなく振付まで完璧に覚えていることから、本物に代わって自身がかのんに変装しアイドルの仕事を行う役目を桂馬から託される。ただ、その間も桂馬の様子（と同居生活するハクアとの関係）を心配して食事を作りに戻るなどしている。
過去編では過去に向かう桂馬に同行し、羽衣などでサポートしている。桂馬がヴィンテージに襲われた際には助けようと非力な身で特攻を掛けるなどし、また桂馬も自らがおとりとなってエルシィを逃がそうとするなど形式上ではないお互いが兄妹として認め合う関係になりつつある。また少女のドクロウが桂馬を「お兄ちゃん」と呼んだ際には、明らかに嫉妬した態度を見せるなど「妹」としての立場を守ることを気にしている。
「かのん100%」では魔法少女となったかのんのサポートを担当。漫画版では小学生にされたかのん（まろん）に代わって女神編と同様にアイドルの仕事もしており、本物のかのんに「変装の名人」と言わしめている。
実は正体はサテュロスの兵器がドクロウの手により悪魔の姿へと転生した姿で、本人曰く「ラスボス」。終盤にその記憶を取り戻したが、兵器としての存在意義よりもエルシィとして過ごしてきた日常を選び、因果律を操作して「桂馬の妹・桂木えり」になる。
なお、週刊少年サンデーで連載中の漫画家に漫画家志望者へのアドバイスをインタビューする漫画『進め!漫画道!!』に出演した若木民喜は、連載中にキャラクターの設定が変わった例としてエルシィの正体を挙げており、エルシィはもともと女神ミネルヴァのつもりだったと語っている。
ハクア・ド・ロット・ヘルミニウム
声 - 早見沙織
【ジョブ：ドメスティック・ジーニアス / 誕生日：4月24日 / 年齢：300歳以上 / 血液型：A型的性格 / 身長：162cm / 体重：46kg / 右利き / スリーサイズ：B80-W56-H83】
地獄の冥界法治省極東支局の「駆け魂隊」の討伐隊極東支部第32地区長。一等公務魔。エルシィの学生時代の同期生で親友。
実力だけで首席を取るほどの秀才で、学生時代の成績は常にトップ。常に所持している大鎌は悪魔学校を首席卒業した証の「証の鎌」である。学生時代はいつも落ちこぼれのエルシィの面倒を見ていたこともあり、地上でエルシィと再会してからも、飛行中の止まり方を教えたり、羽衣の複数制御や過去視スクリーンとしての使い方を見せた。動魔術を20個同時制御することで、羽衣なしでも空を飛べる。エルシィにとってはかけがえのない親友であり、誰よりも尊敬する同期。そして、桂馬を巡るライバルの一人でもある。
生真面目でプライドが高く負けず嫌いで意地っ張りなツンデレ的性格で、自分が納得いかないことは一切認めない完璧主義者のため、それが原因で後述する心のスキマを生むことにもなった。良くも悪くも直情的で真っ直ぐであり、ドクロウからは「バカ正直なだけで協調性が無く空気も読めない」と評されるが、そこも含めて彼女に気に入られている節もある。またノーラとは異なり、自分の実力を鼻にかけるようなことは殆どない。
周りからは天才と言われているが、それはあくまで本人の努力の賜物であり、周囲のイメージと実像の板挟みでずっと苦悩し続けてきた。さらに駆け魂隊の一員となってからは学校で学んだ知識と実践のギャップに苛まれ、自信をすっかり喪失。人間界に来ても全く成果を挙げられず、一匹の駆け魂も捕縛できなかった。ようやく心のスキマから出た1匹の駆け魂すら逃がしてしまい、それを追っている最中にエルシィと再会する。
前述のギャップや、落ちこぼれのエルシィが成績を上げている現実に対するショックが彼女の心のスキマを顕在化させ、そこを駆け魂に付け込まれ操られてしまう。自暴自棄になりかけるも、ハクアを想うエルシィの心からの言葉によって駆け魂から開放された。その後は何かと理由をつけてちょくちょく桂木家に遊びに来ている。
エルシィと違い、地獄や駆け魂に関する詳細で正確な情報を提供してくれるので、桂馬から頼りにされているが「理論や知識だけで実践が伴っていない」マニュアルタイプであることも桂馬に見抜かれている。理知的な桂馬に好意を持つようになるが、エルシィ同様まったく気づかれておらず、浴室やトイレで鉢合わせして何度も裸を見られているにもかかわらず関心を持たれず、謝罪すらされていない。またエルシィ同様に他の女の子に嫉妬する事もあり、ディアナとはたびたび衝突している。ただ、ハクアに嫉妬することのあるエルシィとは違いエルシィに嫉妬する様子は見られない（むしろエルシィと桂馬を二人きりにしようとするなど気を遣ったりもする）。またエルシィが地獄料理に固執するあまり桂馬に敬遠されるのとは逆に、雪枝から味噌汁など人間界の料理を手ほどきされておりそれほど下手でもない。
雪枝が「協力者」だが、その存在が明らかになる前は雪枝のマイペースぶりと成果が上がらないことにイライラしており「協力者はいない」とまで言っていた。
美人でスタイルも悪くないが、エルシィと比べると貧乳気味（本人も若干気にしている）。フィオーレからは「エンピツ」（勉強だけ得意で貧相なスタイル）と揶揄された。
女神編ではかのんがヴィンテージの襲撃を受けた後、彼女の代役を担当したエルシィに代わって桂馬の臨時の「協力者」となる。錯覚魔法を使いエルシィに変装して舞島学園にも通う。桂馬の駆け魂攻略の舞台裏を目の当たりにし、涙ぐましい努力と女心をなんとも思わない鬼畜外道ぶりに呆れ果てる一方で、桂馬に「必要とされたい」と思うようになる。そのため、舞校祭の前に地区長の定例報告で一時地獄に戻った際にヴィンテージのことを話題に挙げるが、それが原因でヴィンテージの罠にかかり身柄を拘束されてしまい、服を脱がされ性的な拷問を加えられた。スライムに凌辱されたうえ駆け魂隊をクビにされ自分の名前以外の記憶を消されかけるが、ドクロウに救出され、女神の保護という密命を帯び舞島に帰還した。リューネとの戦いでは戦闘力の差で圧倒され負けそうになるが、ヴィンテージの計画は阻止されリューネはどこかへ去ったため、危機を免れるが、本人は勝てなかったことを悔しがっていた。
女神編終了後は駆け魂隊に復帰するが、すべて（保安部の不当尋問告発のことも含む）がノーラの手柄になったことには納得しておらず、不満を感じている。
全ての事態が解決した後は、エルシィによる因果操作によって彼女の存在を忘失した。

## 女神とその宿主達
ウルカヌス、アポロ、ディアナ、ミネルヴァ、マルス、メルクリウスの「ユピテルの姉妹」の6姉妹とそれを宿した宿主の少女たち。
女神と宿主の娘は別々の記憶を保有することで、駆け魂攻略後の地獄側の記憶改ざんを免れており「桂馬と恋をし、キスをした」記憶を持つ。また、自らの意志で天理に入ったディアナを除き、何者かの意志で意図的に桂馬の周囲にいる女子に「ダミーの駆け魂をつけられた上で」宿っていた。
駆け魂同様に古悪魔<ヴァイス>封印時に消耗し回復していないせいで本来の力には程遠いが、宿主が「愛の力」を得ることでそれぞれの持つ女神の力を発揮することが出来る。
過去編では桂馬とエルシィを過去に送り、入れ替わりにやってきた「7歳の桂馬」を3時間交代で保護している。アポロやマルスの宿主である結は「子供の内に自分(の宿主)の印象を刷り込んでおけば、過去から戻ってきた桂馬を惚れさせることができる」という思惑を持っていたが、当の7歳の桂馬はゲームのことしか頭になく（しかも入れ替わりに気づいていない）、自分の知らないゲームにずっと没頭していたため、徒労に終わってしまった。
鮎川 天理（あゆかわ てんり）
声 - 名塚佳織
【ジョブ：一方通行幼なじみ / 誕生日：1月3日 / 年齢：16歳 / 血液型：A型 / 身長：157cm / 体重：47kg / スリーサイズ：B84-W57-H84 / 出典：】
桂馬の幼なじみ（桂馬本人は「幼馴染属性の条件を満たしていない」と主張）。舞島市立美里東高校の2年生。三つ編みをリング状にまとめてピンクのリボンをつけた髪型がトレードマーク。桂馬の性格・言動を問題視しない唯一の人物。幼いころから、桂馬に恋をしている（より正確に言うと、小1の時の校内キャンプ以前から）。
対人恐怖症であり、いつもおどおどしており極度の引っ込み思案でとても内気な性格。そのため赤面しやすい。無口で人と話すことが苦手なため友達はいないと桂馬から思われているが、七香は天理と友達になりたいと思っている他、自身に宿る女神・ディアナについても、「ディアナは私の一番の友達」と思っている。桂馬とは幼稚園の入園式が初対面だが、地味で存在感が希薄なせいで再会時には忘れられていた。プチプチつぶしが好きで桂馬と再会した時にもしていたほど。特技は手品。将棋はディアナと入れ替わらなくても七香と対局できる腕前。
昔は近所（桂木家の斜め横の家）に住んでおり、二人は小学1年生まで同じ小学校に通っていた。10年前の地震で両家周辺が倒壊したため遠くに引っ越した。桂木家隣がエルシィのせいで突如家が潰れ、空き家になったため、そこに引っ越してきた。
小学校1年生のときに桂馬と同じクラスになり、校内キャンプで桂馬と共に船で遭難。孤立無援の状況にも全く動じない冷静な桂馬に自分にはない「強さ」を感じた。洞窟の中で大量の駆け魂に襲われ、桂馬を助けるためにディアナをその身に宿すことになる。
女神篇では、ちひろに心にも無いひどい言葉をかけてしまったせいで傷ついた桂馬を励ました。  無欲でどこか達観した部分を持ち、桂馬との仲が一向に進展しないことに焦りを感じている様子もなく、家が隣り合い、時々話をするだけの現状を「幸せ」と語るが、それを良しとしないディアナにいつも振り回されている。キスや体の接触といった行為には緊張が勝ってしまうが、桂馬に自分の存在や想いを受け入れて貰えることに喜びを感じる。再会時に桂馬と自身のファーストキスを交わすことになる（ただし本人はその直後に気絶）。
実は、10年前の時点で過去にやってきた桂馬から駆け魂や女神に関する情報を与えられており、同時に「お前とのエンディングはない」と事実上振られていたが、それでも彼への想いを絶やすことなく、自らの意思でディアナを宿す、他の協力者と連絡を取り合うなど、協力者の一人として10年間備え続けてきた。
作者主催による「神のみ」関連のTwitterイベントではディアナと共に司会を務めるのが恒例となっている。
ディアナ
声 - 名塚佳織
鮎川天理に宿る「ユピテルの姉妹」の三女で、桂馬と最初に接触した女神。「アルマゲマキナ」において新悪魔に協力し、人柱となって古悪魔を他の姉妹と共に過去の地獄もろとも封印した。
性格は知的で古風かつ生真面目。姉のウルカヌスからは「重い女だ」と言われている。「キスは生涯これと決めた一人としかしないもの」と語るなど貞操観念は極めて固く、既述の性格と共にモデルのアルテミスを彷彿とさせる。また、彼女が表に出た場合、瞳が赤く輝き、目付きが鋭くなる。冷静沈着な反面、直情的でもあり、引っ込み思案の天理の代わりに桂馬を押し倒す、キスを迫るなど天理の意に反した強引な手も使う。
しかし、天理が眠っているときなどに桂馬と二人きりになると極端に動揺するなど、実は男性に対する免疫がほとんどない。桂馬と天理がキスしてからは口汚く罵る一方で、次第に自分自身も桂馬を愛するようになっていることに気付く（本人はこの気持ちになったのは天理の引っ込み思案のせいだとこぼしている）。極度のヤキモチ焼きで同じく桂馬を密かに慕うハクアとは同レベルで張り合うが、桂馬からは二人とも情報源および相談役で（少なくともエルシィよりは）役に立っているという程度にしか思われていない。
かつては海を割ったり、天候を操る能力を持っていたという。また、七香編では、将棋などの「読み」を必要とするゲームに極端に強く、落とし神モードの桂馬に勝利する（本人曰く「一応神なので人間には負けない」）という能力を披露した。
桂馬と天理が大量の駆け魂に襲われるところを助け、それ以来十年近く天理の中にいる。夏休み直前頃から自分を駆け魂と誤認したノーラに追われ、天理が当てにしていた桂馬に助けを求める。最初は本意ではなかったが、どんな非日常的なことが起きようと全く動じない桂馬を見て考えを改める。
天理と桂馬のキスで愛が増大したことから、天使の輪が顕現するまで力を回復。天理の幸せのため、そして自らの力のために桂馬と結婚させることで天理の愛の力の増大を目論むが、天理自身は彼女の強引さに少し辟易している。桂馬は天理と結ばれるべきだと強く思っていることから、桂馬が駆け魂に憑かれた女性を恋に落とし、駆け魂を出す方法には否定的で、口を滑らせたエルシィから初めてその方法を聞いたときは、憤激して桂馬を激しく痛めつけたほどだった。
かのん（アポロ）襲撃後は桂馬の女神探索に協力し指示に従い潜伏する。ウルカヌス（月夜）登場後は力を併せかのんに刺さった短剣を引き抜いたが翼まで取り戻すほど愛の力を得ていた姉に嫉妬し、天理の愛の力の増大のため、天理と「愛の営み」をするよう桂馬に迫る。しかし、居合わせたハクアとケンカになった。その後、桂馬が天理に詫びたことで翼もやっと一時的に取り戻した（ただし、まともに翼を取り戻したのは桂馬がメルクリウスを覚醒させた後だった）。

中川 かのん（なかがわ かのん）
声 - 東山奈央
【ジョブ：ローラーコースターアイドル / 誕生日：3月3日 / 年齢：16歳 / 血液型：AB型 / 身長：161cm / 体重：45kg / 右利き / スリーサイズ：B86-W58-H85 / 出典：】
私立舞島学園高等部2年B組に在籍しており、現役の新人アイドル。桂馬の現実世界の3人目の攻略相手。仕事が多忙で滅多に登校できないが、登校時に大勢の生徒がカメラなどを用意して待っていることからかなりの人気がうかがえる。学校やプライベートでは眼鏡を使用。泳げないらしい。
始めは3人アイドルユニット「Citron」の端メンバーとしてデビューしたが、眼鏡を取ったことで容姿の魅力がハッキリして真ん中になり、髪を切ったことで魅力が倍増してソロとなっている。その他後頭部に黄色い大きなリボンをチャームポイントとしてつけている。
以前は外見も性格も地味で目立たなかったので、周囲から存在を忘れられていたことがトラウマになっている。そのため、普段の明るい表情や性格とは裏腹に非常にネガティブな思考の持ち主で些細なことですぐに落ち込み、トップアイドルとしての自分のことを知らない、あるいは見てくれない人がいると情緒不安定になる。事実、初対面の桂馬から「誰だお前」と言われた際には動揺のあまり桂馬のことをスタンガンで攻撃した。駆け魂の影響により、落ち込むと体が透けていってしまう。前述の過去から常に「無視されること」「他者にとって透明な存在となること」を恐れており、それが彼女の「心のスキマ」になっていた。
かつては目立たなかったため、そして現在はトップアイドルとして他者が近寄り難い存在となってしまったため、学校での（同年代での）友人は皆無。ほぼ初めての友人となった桂馬にはそれまでの孤独からの反動ゆえに、画面を「ヨロシクネ」で埋め尽くされたメールを送ったり、1日に36回もメールするなど、かなり危ない一面を覗かせるようになる。そのため読者から「病んでるアイドル」略して「ヤンドル」というあだ名が付けられている。
ペットとして「キタロー」という名の小さい亀を飼っている。アイドル活動で忙しく、今までまともに男の子と付き合ったことはなくアポロにもその事を指摘されている。
攻略後は他のヒロインと同じくその記憶を忘れていたが、後に彼女の中で眠っていたアポロが目覚めたことで桂馬との恋愛の記憶と彼への想いを取り戻し、クラスの皆の前で桂馬に告白。しかし、アポロの存在を察知したヴィンテージの刺客フィオーレ（アニメではリューネ）の襲撃を受け、地獄の呪いがかけられた短剣で刺されて昏睡状態に陥ってしまう。ウルカヌスの助力によって呪いは解かれるが、アポロが呪いに対抗するために意識を沈める「水化術」を使ったため、他の姉妹5人全てが覚醒し水化術を解除するまで昏睡したままの状態を余儀なくされた。復活後は、舞校祭での2B PENCILSのライブに飛び入り参加した。
アイドルという設定もあり、アニメ公式サイト内に専用のファンサイトが設けられている他、かのん役の東山奈央によるキャラクター名義の楽曲リリースやイベント開催など、多岐にわたる展開を行っている。
なお、舞台から照明まで一人で組むことができる。
「かのん100%」では主人公。漫画版でははぐれ魂の魔法で6歳児の子供の姿にされてしまったため、かのんの親戚・中川まろんを名乗って小学校へ通いながら魔法少女に変身しはぐれ魂を倒していくことになる。はぐれ魂のボスを倒したことで完全に元の姿に戻る。OVAでは、かのんの妹オーディションの時に子供の姿になり、子供の姿で魔女っ子に変身し歌を歌うと元の年齢にまで2段変身する。漫画版とは違い小学生のままでは生活していない。
アポロ
声 - 東山奈央
中川かのんに宿る「ユピテルの姉妹」の次女。自分を馬鹿と自認するほどの能天気かつマイペースな性格であり、語尾に｢〜ぞよ｣とつける古めかしい話し方をする。彼女の人格が表に出ると顔に紋様が現れる。本人の言によれば神話におけるアポロの子孫であり、音楽を始めとした芸術を司る女神であるとのこと（かつては、歌うと山ができるなどの天変地異が起こったらしい）。また、ディアナ曰く天界の巫女。ウルカヌス曰く、医術の専門である。
桂馬がかのんを攻略した際の愛の力によって覚醒。かのんの歌に込められた愛（本人談）で徐々に力を回復し、ディアナ同様に鏡などの反射物越しにかのんと会話できるようになった。その後自分をつけ狙う敵の存在を察知し、精神的に追い詰められたかのんが桂馬に想いを吐露した結果、頭上に輪が現れ、かのんと入れ替われる程にまでに力を取り戻した。しかしその直後にフィオーレ（アニメではリューネ）の襲撃を受けて瀕死の重傷を負ってしまった。倒れる直前に残された力を振り絞って天界の古い文字で他の姉妹たちに「地獄に裏切られた。誰も信用するな」という警告文を発した。ウルカヌスとディアナによって呪いは解かれるが、呪いに対抗するためにかのんと自分の意識を沈める「水化術」を使ったため、昏睡状態に陥ってしまう。昏睡状態になりながらも舞島市の未来を占い続けており、未覚醒だったメルクリウスを除く姉妹たち4人の呼びかけにはあえて応じず桂馬を自分の意識に引きずり込み、「あと三日しかない」と言い聞かすと、桂馬を元の世界に戻した（この時、翼が出るまでに力が戻っていた）。昏睡状態は水化術の解除方法を知るメルクリウスが覚醒するまで続いた。

汐宮 栞（しおみや しおり）
声 - 花澤香菜
【ジョブ：雄弁図書委員 / 誕生日：12月26日 / 年齢：16歳 / 血液型：B型 / 身長：157cm / 体重：41kg / 右利き / スリーサイズ：B78-W54-H80 / 出典：】
私立舞島学園高等部2年C組の図書委員。桂馬の現実世界の4人目の攻略相手。
無口でほとんど話さず頭の中では常に色々なことを考えているが、それらを口に出して他人に伝えることが苦手（「…」が大量に出てくる）である。言いたいことがあっても言葉にならずコミュニケーションがとれない不器用な女の子。話し始めが苦手でトチったり噛んだりする上、手にしている本の登場人物のセリフやタイトルの一部がうつってしまうクセがある。
そうした自分のコミュニケーション障害に絶望するあまり本の世界に傾倒して心を閉ざすようになり、図書館を「現実の喧騒から守ってくれる紙の砦」と思うようになる。しかし本心では他人と話をしたいと思っており、それが本人の「心のスキマ」となっている。駆け魂の影響により、図書館の本を全て読み記憶するという特殊能力が発現した。
性格は生真面目で博識だが、本の感想を聞かれて口頭では答えられず、後から原稿用紙100枚分書いてきてしまうなど度を超したところがある。本を大事にしない人や図書館でのルールや約束を守らず常識に欠ける人を嫌う。また、日常の出来事を自分中心に考えている節があり、考え方が古風でお堅くやや理屈っぽかったり、逆に自分に自信がないせいで自虐的でマイナス思考だったりする一面もある。性格的な問題で男の子と付き合ったことはなく、桂馬がファーストキスの相手。
駆け魂から解放されたのちは、僅かながらも他者と話が出来るようになった(ただし長文は苦手)。また僅かに残った攻略中の記憶を頼りに自作の小説を書き始めた模様だが、本人曰く「他の人には見せられない恥ずかしい部分がある」とのこと。
その後、桂馬とハクアによる女神探しで再攻略対象になるが、かのんの噂の影響で桂馬にだけは話しかけられても答えず無視していた。だが、閉館後の図書館での桂馬とのコミュニケーションから、桂馬に小説の感想を言ってもらうようになる。しかし、結を再攻略するために女装した桂馬を偶然目撃してしまい、一転して桂馬を「倒錯女装変態男」と認識し始めた。また栞本人も結と同様、女装した桂馬の姿を見て「かわいい」と（頭の中で）発言していた。
妄想力が凄まじく、自分の作品を書くにあたりスケールが壮大で設定が細かい割にドラマが自分の少ない体験に基づいた内容で、時折場面や状況が連続せず荒唐無稽なSFを書いていたせいで桂馬を閉口させていた。果てはあまりにも多くの作品に接しているせいで、パクリや模倣を恐れるあまりに執筆不能に陥った。結局、自分の思ったこと感じたことを綴った自分の物語「私について」を完成させた。
好きなものの対象が「ゲーム」から「本」に変わっているだけで桂馬とは似た者同士とも言える。
作者の脳内感覚としては、攻略対象者や悪魔の中では最も胸が小さいとのこと。
番外編「Once Upon A Time in Maijima」では彼女が主人公の物語が描かれている。
ミネルヴァ
声 - 花澤香菜
汐宮栞に宿る「ユピテルの姉妹」の四女。体格は栞を幼児にしたような姿で身長も桂馬の腰辺りまでしかなく、服のサイズが合わないためか袖からは指先が見える程度になっている。また、他の女神と違って宿主の栞から分離して行動でき、図書館や栞の自室で本を両手に抱えて徘徊している姿もあった（桂馬や栞と言った特定の人物しか見ることができない）。性格も口調も栞に似ていておどおどしたような口調で、自身の名前を呼ぶ時は「みねるば」とかな文字で言うなど、幼さが顕著に見られる。アポロの警告を唯一尊重し、協力者の桂馬にも少なからず抵抗していた。桂馬の栞再攻略での終盤で桂馬と対面、その後に栞に自己紹介した（この時、翼を取り戻していた）。結界を張ることができたり、姉妹達と輪を描くように手をつなぐことで女神達の力を何倍にも増幅させる能力を持っている。栞と似てコミュニケーションが苦手なようで、喧嘩の際には結界の中で座り込みをして、他の姉妹に抵抗する。

九条 月夜（くじょう つきよ）
声 - 井口裕香
【ジョブ：美意識過剰天文部員 / 誕生日：7月22日 / 年齢：17歳 / 血液型：A型 / 身長：142cm / 体重：35kg / 左利き / スリーサイズ：B69-W51-H70 / 出典：】
私立舞島学園高等部2年A組の天文部部長。桂馬の現実世界の8人目の攻略相手。
デザイナー九条陽子の娘。非常に小柄だが歴とした高校2年生。「～なのですね」という口調が特徴。「美しいものしか認めない」のがポリシー。人形の「ルナ」を唯一の友として常に肌身離さず持ち歩いている。
自分から人に心を開こうとしないため友達はおらず、授業も休みがち。学校の屋上で望遠鏡を覗いていつも月を見ており、ベンチに敷物と望遠鏡を備えて専用の天文台としている。敷物の内側はルナ以外の進入を許さない。
両親の不和から醜い現実世界を嫌い、美しい人形のようになりたいと願望を抱く。人との関わりあいを拒絶しており、“憎しみ・汚い欲望など感情むき出しで見たくないものばかり見せる人達。人はいらない、人なんて関わりあっても汚くなるだけ”という人間への嫌悪が「心のスキマ」となってしまい、駆け魂の影響で人形サイズに体が（服も含めて）縮んでしまう。駆け魂の影響で小さくなったあとは何をするにも桂馬に抱っこして貰って依存気味になっていた。
攻略後は月を眺める時の観賞セットの一つで自分のテリトリーを示す敷物を使用しなくなり、時折桂馬のことを遠方から眺めていた。しかし、かのんの告白騒動の後、再び敷物の使用を始め、桂馬のことも無視するようになった。その後、かのんの告白騒動や栞へのアプローチに怒ったウルカヌスがルナを使って桂馬の前に現れ、月夜に近づくなと警告し対峙するが、痛めつけられながらも「月夜を守る」と宣言した桂馬の必死な説得に心が揺らぎ、失神していた桂馬に自らキスした。
ウルカヌスの意向で女神や悪魔のことは知らされておらず、月夜本人はルナが動き出したようだと喜んでいる。
作者によると、「〜なのですね」という口調は『北の国から』の凉子先生が出自。
ウルカヌス
声 - 井口裕香
九条月夜に宿る「ユピテルの姉妹」の長姉。桂馬が月夜を攻略したことで覚醒し、再攻略時点で人格交代と輪が出るまでに力を取り戻していた。神話同様運動能力が低いばかりか耳も目も弱く身体も弱く、周りから年寄り扱いされることもある（本人としては非常に不服であり月夜や姉妹相手でも年寄り扱いすると怒っている）。その代わりに固有の能力として物を自在に操り、魂を吹き込む力を持つ。物を吹き飛ばす、物を動かすなどの物理的な攻撃や防御の他に視聴覚の補助にもなり、人形の「ルナ」に意識を吹き込んで分身としている（他の女神達からはルナが本体であるとしばしば間違われる｡なお、アニメでは｢ウルカヌス本人がしゃべる時の声｣と｢ルナがしゃべる時の声｣とで声のトーンが変わるような演じ分けを井口氏はしている）。鏡がなくてもルナを用いて月夜と会話可能で月夜からは「ルナ」と呼ばれている。宿主である以上に友として月夜を守ることに固執している。
性格は基本的には理知的だがかなりの激情家でもあり、記憶が残った月夜の桂馬に対する恋心とその心の傷を重く受け止めていたため、再攻略時には桂馬を警戒・監視し、栞に再攻略を仕掛けている姿を確認したことで激怒。桂馬に対し能力を派手に使い月夜に近づかないように桂馬を脅しつけた。しかし桂馬の必死の説得で月夜の愛の力がさらに増したことで翼が復活するまでに力を取り戻した。桂馬からアポロの危機を知り、桂木家に連れられてフィオーレをあっという間に拘束。ディアナと共にかのんとアポロにかけられた呪いがかけられた短剣を抜き呪いを解くことには成功するが、アポロが呪いに対抗するために「水化術」を使ったため、意識を取り戻させることは出来なかった。
桂馬のことはそれなりに信頼しているが月夜以外の多数の女性にも近づいていることは快く思っておらず、「クズ」「月夜の想い人でなければ殺している」「忘れたほうがいい」と妹たちに語っている。

五位堂 結（ごいどう ゆい）
声 - 高垣彩陽
【ジョブ：ドラムスメ / 誕生日：10月10日 / 年齢：17歳 / 血液型：AB型 / 身長：160cm / 体重：50kg / スリーサイズ：B85-W59-H87 /  出典：】
私立舞島学園高等部2年A組に在籍する女子高生。桂馬の現実世界の12人目の攻略相手。清楚で古風な 旧家の次女で、いわゆる箱入り娘。長い髪をリボンで結っている。自宅等では和服を着用。母親からは学校生活にまで干渉されるなど過保護に扱われているが、「自由になりたい」という密かな願望を持ち、「家」に支配される自分の人生に不満を感じている。
それまで所属していた吹奏楽部（担当はパーカッション）を意に反してやめることになってしまい落ち込んでいたが、攻略を開始したことで接触してきた桂馬に強い印象を与えられ、彼のことを考えていたところ、駆け魂の影響により桂馬とお互いの体の中身が入れ替わってしまう。
性格は引っ込み思案で大人しく、かなり依存体質。礼儀正しく真面目で常識的。一人称は「私（わたくし）」。また男子には免疫がなく奥手。豪勢な食事ばかりしているせいで一般的な家庭料理には飢えている。その一方で順応性は高く、短期間で自分の状況を受け入れるようになる。音楽をこよなく愛しておりドラムスティックを常に手放さず人目がない所ではなんでもかんでも叩いたり、フラストレーションが溜まったり感情が高ぶると踊り出してしまう。 セレブつながりで青山美生、白鳥うららとは顔見知り。
彼女のエピソードは映画「転校生」がモデルとなっている。
攻略後は、前述の入れ替わりの影響の副作用により性格や趣向が著しく変化し、男子の制服を着用するようになり、長い髪をポニーテールにし、表情も凛々しく言葉遣いも態度も男っぽくなり、一人称も「ボク」になった。この変化は本当に男になりたいわけではなく、男の格好をすることで女として楽しく（＝家に縛られることなく）生きたいという思いの表れである。過保護で支配的な母親から解放されたことで自分の願望に忠実かつ積極的に行動するようになり、 桂馬と入れ替わっていた時と同様に2B PENCILSにドラムスとして加入した。
外見・内面共に攻略後の変化が著しく、マルスが復活して以降は桂馬の攻略時の記憶が断片的に蘇るようになり、マルスと精神を入れ替われるようになったことで攻略時の記憶を完全に取り戻した。
攻略後の性格は明るく強引かつ能天気な超マイペースで、自分の都合のいいことしか考えておらず人の話を全く聞かない。人目を恥じらうことなく桂馬に迫って愛を囁き、桂馬を女装させたがるなどその思考も傾向もアブノーマルかつ非常識化してしまった（自覚は皆無）。
あまりに自然に堂々と男として振る舞いすぎたせいで、初対面の人間からは女だと気付かれていない場合がほとんどであり、女として生きたいという思いから完全に遠ざかってしまっていることに本人はまだ気付いていない。
マルス
声 - 高垣彩陽
五位堂結に宿る「ユピテルの姉妹」の五女。神話同様の軍神であり、男っぽい口調で話す。しかし人の話を真面目に聞かない結に注意したり、ちぐはぐな格好をしている結と桂馬に呆れてツッコミを入れるなど、結とは異なり根は常識人であることをうかがわせる。鏡の中に現れた際、髪の色は金髪となり、後ろ髪が三つ編みになっている。また、1本の紐を額当てのように頭に結んでいる。
桂馬達がかのん（アポロ）の危機を回避した後、結に女神が宿っている可能性が極めて高いと考えたため、接触を続けた結果としてデゼニーシーでのデート中に覚醒した。
目覚めた直後、結と桂馬がそれぞれ男装・女装をしているのを理解できず、「世の中も変わったものだ」と本音を漏らしていた。また、戦士の女神の力の影響か精神が入れ替わっていなくともマルスの力が結の状態でも発動されているようで、女装した桂馬をナンパした男二人組を結が押し退けようとした際に無意識に力が発動し、男を吹き飛ばしていた。その後、反射物越し以外では結の影を通じて結と会話していたが、ヴィンテージを演じたハクアと桂馬の自作自演がきっかけで精神を入れ替えることが出来る程にまで回復。直後に結が桂馬とキスしたことで、翼が生えるほどにまで力を取り戻した。

高原 歩美（たかはら あゆみ）
声 - 竹達彩奈
【ジョブ：陸上部 / 誕生日：5月2日 / 年齢：17歳 / 血液型：O型 / 身長：158cm / 体重：50kg / 右利き / スリーサイズ：B84→88-W60-H85 / 出典：】
私立舞島学園高等部2年B組に在籍する女子高生。桂馬の現実世界での1人目の攻略相手で、クラスメイトでもある。ちひろとは小学校からの友達で、2B PENCILSにはギター（SG）として参加している。
明るく活発な女の子で人付き合いも面倒見も良いが、少々短気で怒りっぽいのが玉に瑕。陸上部に所属しており、種目はハードル走。本気で走る際には競技前にほぼ必ず髪をくくる癖がある。エルシィほどではないが、勉強は苦手。偶然先生の前でいいタイムが出た（と本人は思っている）ために選手に選ばれたが、その後タイムが伸びず思い悩んでいたところを駆け魂にとり憑かれてしまう。陸上大会前日に仮病で辞退しようとしたが、桂馬に攻略された後に大会に参加し優勝した。桂馬のファーストキスの相手でもある。
桂馬やエルシィのクラスメイトという立場柄攻略後も登場回数が多く、ちひろとともに準レギュラーとなっている。攻略後は桂馬のことを名字で呼んだり、ちひろ編では行き倒れていた桂馬に手を差し伸べたりするなど以前よりも彼に対して好意的になっている。しかし、それは彼女がメルクリウスの宿主として攻略時の記憶を取り戻していたためであり、かのんの桂馬への告白騒動があった後には蹴り飛ばす等、嫉妬心から冷たい態度をとるようになった。
舞校の中でも人気が高く、プリプリ舞校には2-B代表の姫候補として（無理矢理）エントリーされた。桂馬が風邪で倒れた時に呼び出され、ちひろの告白を聞く。自分の恋心を抑えて友情を選び、一度は桂馬のことを諦めたが、彼がちひろを手酷く振った所を目撃したため、怒りのあまり殴った。そのせいで桂馬を避けるようになるが、事情を知ったちひろの助けもあり、桂馬に結婚を迫るなどの紆余曲折の末にあかね丸で桂馬とキスした。
作者から「舞高の非誘導陸上ミサイル・歩美ちゃん」と呼ばれる弾丸娘で、なにかにつけて全力で走ってはブレーキが利かず人や壁に激突していて、桂馬のPFPや壁までも破壊したことがある。
作者の脳内感覚としては、攻略対象者の中で彼女の胸は現在発育中とのこと。
メルクリウス
声 - 竹達彩奈
高原歩美に宿る「ユピテルの姉妹」の末妹。ディアナやウルカヌスによると様々な術を知っている模様。彼女の人格が出ると肌が褐色になり、髪の色が銀髪に変わり、右目が髪の毛で隠れている。怠慢な性格でいつも眠そうな表情をしており、寝ていることが多い。人間の感情に興味を持っており、歩美を通して観察している。
ウルカヌス同様に女神編以前から覚醒しており、舞校祭二日目の夜に桂馬と歩美がキスしたことで精神が入れ替わって翼を取り戻した。そして、翼が生えたディアナに抱えられて岩場へ移動し、アポロの水化術を解除した。

## 攻略対象
何らかの悩みや問題を抱えて駆け魂に取りつかれたため、桂馬による「攻略」が行われたヒロイン達。劇中では桂馬以外の協力者に攻略されている人物も登場しているが、この節では扱わない。
なお、Wikipedia内での攻略対象のカウントは下記のように扱う。
- 高原歩美から生駒みなみまでをそれぞれ1 - 9人目とする。
- ハクアおよび鮎川天理の2名は攻略対象にカウントしない。
- 日永梨枝子は攻略が行われたわけではないが、サンデー誌上などで同様に扱われるためここに表記する。
- 上本スミレ以降は倉川灯までをそれぞれ10 - 14人目とする。

高原 歩美（たかはら あゆみ）
私立舞島学園高等部2年B組に在籍する女子高生。桂馬の現実世界の1人目の攻略相手。詳細はこちらを参照。
青山 美生（あおやま みお）
声 - 悠木碧
【ジョブ：元セレブ / 誕生日：1月2日 / 年齢：16歳 / 血液型：A型 / 身長：149cm / 体重：38kg / 右利き / スリーサイズ：B74-W54-H77 / 出典：】
私立舞島学園高等部2年A組に在籍。桂馬の現実世界の2人目の攻略相手。
「青山中央産業」の社長令嬢として知られており、桂馬たち他の生徒のことを「庶民」と呼んで見下している。意地っ張りで高慢な性格。
社長令嬢として振舞ってはいるが、1年前に父親が死んだことで会社も他人の手に渡ったため、現在は貧乏な生活を送っている。社長令嬢として振舞っているのは、死んだ父を忘れないように、父の教えである「社長の娘としての誇りを忘れない」ことを守り続けているためである。
桂馬による攻略後は性格は相変わらずだが考えを改め、商店街のパン屋でアルバイトをして家計を助けている。
桂馬曰く「猫目、明るい髪色のツインテール、おでこが出ている、背が低いなど典型的なツンデレキャラ」。
中川 かのん（なかがわ かのん）
現役の新人アイドル。桂馬の現実世界の3人目の攻略相手。詳細はこちらを参照。
汐宮 栞（しおみや しおり）
私立舞島学園高等部2年C組の図書委員。桂馬の現実世界の4人目の攻略相手。詳細はこちらを参照。
春日 楠（かすが くすのき）
声 - 小清水亜美
【ジョブ：ファンシー拳法家 / 誕生日：4月10日 / 年齢：18歳 / 血液型：A型 / 身長：175cm / 体重：55kg / スリーサイズ：B89-W57-H90 / 出典：】
私立舞島学園高等部3年A組、古式武術春日流羅新活殺術の伝承者。実家の道場の弟子たちからは「当主」と呼ばれ慕われている。桂馬の現実世界の5人目の攻略相手。
流派は違うが、女子空手部の主将もやっている（ただし彼女が主将になってから2日で部員が0になってしまったため、一人で鍛錬している）。不良を3人相手にしても全く苦戦しない程強い。口では「軟弱なものが嫌い」と言っているが、本当はかわいいものが好き。春日流の当主だから女を捨てて強くならなくてはいけないという思いと、本来の女らしい心との葛藤が「心のスキマ」となる。駆け魂は取り憑いた人間に、「心のスキマ」に関連した特殊な能力を発揮させることがあるが、楠の場合は抑え込もうとした女としての心が分裂して、別の肉体を持って現れた。
攻略後は攻略中に校内で見つけた猫を引き取り飼うなど、若干ながらもかわいいものに対する感情を表に出している。
後に姉・檜が駆け魂に憑かれた際は、桂馬の要請で彼女と向き合い苦しみから解放した。
檜攻略の際、地獄による記憶修正が中途半端に行われたせいで桂馬の記憶が残っていた（空手部入部で一緒に過ごした日々の記憶は残っているが、キスやデートのことは消えており、桂馬に対する印象が「空手部から無断で逃げた軟弱者」と悪くなった）ことが判明した。単行本のおまけ4コマでは記憶修正を受けながらも桂馬にはそれなりに好意を抱いている模様。舞校祭運営部から懇願され、プリプリ舞校に3-A代表で出場する。
作者曰く、「嫁にすると優しい人選手権」ぶっちぎり。
小阪 ちひろ（こさか ちひろ）
声 - 阿澄佳奈
【ジョブ：ふつーの人 / 誕生日：12月3日 / 年齢：17歳 / 血液型：O型 / 身長：158cm / 体重：50kg / 右利き / スリーサイズ：B82-W61-H85 / 出典：】
私立舞島学園高等部2年B組に在籍する女子高生。桂馬の現実世界の6人目の攻略相手でクラスメイトでもある。歩美とは小学校からの友達。エルシィのことを「エリー」と呼ぶ。髪にピン留めをつけている。
桂馬曰く、「現実（リアル）女の中の現実女」「ギャルゲーならモブキャラ」。どこにでもいるような女の子であり、特に秀でた能力も人生で目指すものもないふつーの人。但し、桂馬に対する悪口は鋭く（桂馬曰くSランク）、その毒舌に打ちのめされた桂馬が数日間引き篭もり（エルシィ曰く神ニート様）になる程であった。平均的な少女であるが、逆に言うと他の女の子に比して大きく劣ったところもなく、容姿も普通。またプロポーショに関しては平均的な数値が並ぶ中では並上で、身体の部分の出るところはちゃんと出ている。
基本的に恋多く適当に生きているが、それは自分に自信がないため、真剣になれないからである。本気の恋は桂馬を好きになるまでは未経験だった。
攻略後はバンドを始め、エルシィ・歩美・京とともに2B PENCILSを結成、その拠点として軽音楽部を設立し、秋の舞高祭のために練習に励む。担当はボーカル兼ギター（ムスタング）。
歩美同様に桂馬やエルシィのクラスメイトという立場柄攻略後も登場回数が多く、準レギュラーとなっている。
かのんの告白騒動の後、桂馬との関係性の近さから女神候補の一人として再攻略の対象になる。騒動の影響で桂馬に不機嫌に突っかかったりちょっかいを掛けてくるなど女神候補の素振りを見せ、歩美と共に最後の2人に絞られるが、実際は5人の候補者の中で唯一女神を宿しておらず、桂馬への態度は攻略と無関係な純粋な好意によるものであった。ヒロインの中で、唯一攻略と関係なく桂馬に好意を抱いていたため、攻略の記憶がないことが発覚した途端に桂馬から突き放され失恋に終わってしまう。その後、想いを遂げられず塞ぎ込んでいたところをヴィンテージに拉致されそうになったことで桂馬が何かに巻き込まれていることを知り、自分の初恋に区切りをつけ不器用ながらも歩美再攻略を手伝った。本編ラストで過去から帰還した桂馬に告白されて、一度は拒否するも、その後喫茶店に桂馬を誘うことで告白を受け入れたような雰囲気で本作自体が完結する(そのため、桂馬の告白の意図やその後ふたりがどうなったのかは不明のままである)。
ちひろの攻略回を含むアニメ第2期においては第1期に比べてデザインが修正され、作者が詐欺と語るほどの美少女へと変貌している。
長瀬 純（ながせ じゅん）
声 - 豊崎愛生
【ジョブ：王道プロレス教育実習生 / 誕生日：7月18日 / 年齢：21→22歳（女神編） / 血液型：O型 / 身長：162cm / 体重：49kg / スリーサイズ：B88 W59 H85 / 出典：】
鳴沢教育大学4年の大学生。教育実習で母校の舞島学園高校にやって来る。桂馬の現実世界の7人目の攻略相手。今までの攻略相手の中で梨枝子を除くと最年長。
プロレス大好きの熱血教師。尊敬する人はジャンボ鶴馬。そのせいか、「お」の発音が「オー」になる癖を持っている（例：おはようございます→オーはようございます）。
理想を追い求めるあまり他人にもその理想を押し付けてしまう傾向があり、そのせいで周囲の人間が離れていってしまう。そういった理想と現実のギャップに苛まれ、心のスキマが出来ることとなった。
二階堂の後輩で、学生時代はバスケ部に所属していた。主将になった年に上記の傾向によりバスケ部を休部に陥らせてしまった。
登場した当初は駆け魂が憑依しておらず、駆け魂が憑依する場面が作中で描かれた珍しい例である。
女神篇にも登場するが、桂馬に関する記憶は「心配だった問題児の生徒」（桂馬とのプロレス観戦やキスのことは消えている）とだけ覚えていたため、再攻略対象外になった。
なお作者曰く攻略ヒロインのなかで、「嫁にすると怖い人選手権」があったなら本命とのこと。
九条 月夜（くじょう つきよ）
私立舞島学園高等部2年A組の天文部部長。桂馬の現実世界の8人目の攻略相手。詳細はこちらを参照。
生駒 みなみ（いこま みなみ）
声 - 櫻井浩美
【ジョブ：アンチキューティクル水泳部員 / 誕生日：2月20日 / 年齢：15歳 / 血液型：B型 / 身長：151cm / 体重：41kg / 右利き / スリーサイズ：B78-W56-H80 / 出典：】
私立舞島学園中等部3年C組の水泳部員。桂馬の現実世界の9人目の攻略相手。今までの攻略相手の最年少で、中学生らしく、エルシィのことですら大人っぽく感じている。
女子水泳部所属だが、実力は補欠。中学最後の大会も第3補欠で引退。塩素で髪が茶色くボサボサに傷んでしまい、本人も気にしている。プールと教室の間くらいしか移動していないというくらいに中学3年間水泳に熱中していたのに、補欠のままで終わってしまう悔しさや寂しさが心のスキマとなった。
プールで綺麗に泳いでいた桂馬（実際はエルシィが羽衣で引っ張っていた）を見かけて以来高校まで様子を見に行ったり、桂馬に弁当を渡すエルシィに嫉妬したりと気にかけるようになり、七夕祭りの話題の際に「行きたい人」で桂馬を思い浮かべ、桂馬に祭りに誘われて恋を自覚する。
ボウズ頭の弟を「ハゲ弟」と呼び、弟から「バード（鳥の巣のような髪の毛から）」と呼ばれている。
女神篇にも登場するが、桂馬のことは完全に忘れていたため、再攻略対象外になった。
日永 梨枝子（ひなが りえこ）
【ジョブ：おばあちゃん / 誕生日：6月21日 / 出典：】
桂馬の祖父・伝馬の近所に住む老婆。厳密に言うと攻略したわけではないが、サンデー誌上などで同様に扱われることが多いためここに表記する。
桂馬達とは彼らの帰省の際、孫・愛梨がきっかけとなって知り合う。
幼いころは目だけがやたら大きい少し不気味な風貌だったが（そのため友達からは「ギョロ」と呼ばれていた）、十代後半の時には美しい女性となっていた。現在は小柄で穏やかな雰囲気のお婆ちゃんとなっている。
友人や知人等自分の知っている人がどんどん居なくなっていく寂しさが「心のスキマ」となっているが、仕方が無いことだと割り切っている。
彼女の駆け魂は高齢の女性は子供を産めないことを理由にエルシィが駆け魂そのものを直接説得し、取り出すことが出来た。なお駆け魂に取り付かれているときは、過去の幼い姿の自分が生霊のような姿となって夜な夜な墓場を徘徊していた。
上本 スミレ（うえもと スミレ）
【ジョブ：闘将!! 拉麺娘 / 誕生日：5月19日 / 年齢：17歳 / 血液型：O型 / 身長：157cm / 体重：49kg / 右利き / スリーサイズ：B87-W58-H87 / 出典：】
鳴沢市立第3高校2年2組。鳴沢市にある小さなラーメン屋「上本屋」の一人娘。桂馬の現実世界の10人目の攻略相手。
職人気質の父との対立により母が家を出てしまい父と2人で店を切り盛りしていたが、有名ラーメン店に客を奪われても何もしない父に嫌気がさし、他の流行っているラーメン屋を食べ歩き研究している最中に桂馬たちと出会う。
父に認めてもらい店を継ぐため「甘い味」にこだわったオリジナルのラーメンを開発しようとしている。実験段階だったとはいえ極度に甘いそのラーメンは、甘いものが苦手なのに味見役となってしまった桂馬を撃沈させた。
当初、桂馬のことを「豚の骨」「トンコツ」と呼んでいた。
攻略後は「すみれや」と改名したラーメン屋の店主となり、甘いラーメンで名物店となっている。舞校祭のB級グルメ大会「舞校B-1チャンプ」に出店している。
榛原 七香（はいばら ななか）
【ジョブ：ネバーサレンダースレンダー娘 / 誕生日：2月6日 / 年齢：17歳 / 血液型：B型 / 身長：151cm / 体重：40kg / 右利き / スリーサイズ：B77-W56-H78 / 出典：】
舞島市立美里東高校2年生で、天理のクラスメイト。桂馬の現実世界の11人目の攻略相手。
根っからの将棋少女で、その実力は、県大会2連覇の実績を持ち奨励会員を倒したこともある舞校将棋部の部長をも上回る。自身も奨励会に入りプロ棋士になるのが目標。髪を手でくしゃくしゃにするクセがある。負けたり、負けそうになったりするとその度に悔し泣きするほどの負けず嫌い。クォーター（母方の祖父がフランスの軍人）であり、父が「大阪の商売人」であるためか関西弁で話す。涙もろい。
自分の腕には絶対的な自信を持っていたが、いつも馬鹿にしていた天理（の中にいるディアナ）に敗北したことによって「心のスキマ」が出来てしまう。そのため、天理にリベンジするため彼女に付きまとうようになる。
桂馬による攻略後は、天理とそれなりに仲良くなった模様だが、僅かに残った攻略時の影響で、対局中に将棋の駒「桂馬」を取られると酷くショックを受けるようになった。
五位堂 結（ごいどう ゆい）
私立舞島学園高等部2年A組に在籍する女子高生。桂馬の現実世界の12人目の攻略相手。詳細はこちらを参照。
春日 檜（かすが ひのき）
【ジョブ：ランナーズ・ハイソ・ガール / 誕生日：8月5日 / 年齢：20歳 / 血液型：O型 / 身長：173cm / 体重：58kg / スリーサイズ：B95-W61-H90 / 出典：】
楠の姉。桂馬の現実世界の13人目の攻略相手。
本来は楠に代わって道場を継ぐべき立場だったが、厳しい父親との対立が原因で中学卒業と同時に家出し、それ以来外国にいた。基本的には天真爛漫であり、全くスキが無い。桂馬のことはおもちゃ扱いしている。
女優やアーティストなど様々な職を経験するが、それらは全て妹である楠の期待に応えなければいけないというプレッシャーによるもので“自分自身が本当にやりたいこと”が見つからず、心のスキマができる。駆け魂の影響で体の一部が巨大化し始めるが、帰ってきた日本の実家で楠が自分より立派になっている事実を知りスキマが広がり、ついには全身が巨大化するようになる。
当初の巨大化は本人と桂馬以外の一般人には認知できなかったが、後に楠に化けたフィオーレの策略によって駆け魂の邪気が怪獣のようなサイズで実体化し、舞島市を大混乱に陥れた。最終的には檜本人も駆け魂の内部に取り込まれてしまうが、巨大化した体内に桂馬が楠を連れて行き、そこにあった内面世界で楠と檜本人が直接対決したことで心のスキマが埋まる。
彼女から分離した駆け魂はそのサイズも相俟ってか異常に強力であり、駆け魂隊10人以上の力でも捕獲出来ず、二階堂の陰からの支援でようやく捕獲されるほどであった。
結果的に桂馬が恋に落とすことは出来なかった初の人物だったが、檜にとって桂馬は“お気に入り”にはなったらしく、日本を離れる際には「おまけ」と称して路上でディープキスをした。
倉川 灯（くらかわ あかり） / リミュエル
私立舞島学園高等部3年C組の生物部員。桂馬の現実世界の14人目の攻略相手。詳細はこちらを参照。

## 駆け魂隊と協力者
ドクロウ・スカール
声 - くじら
【ジョブ：駆け魂隊室長 / 誕生日：7月1日 / 血液型：不明 / 身長：140〜180cm / 体重：不明 / スリーサイズ：不明 / 出典：】
地獄の冥界法治省極東支局亡霊対策室長で、エルシィらの直属の上司。その名のとおり髑髏のような顔をしている。桂馬とエルシィの契約を結ばせた張本人。体はマントで隠れているが、わずかに見える指や腕も骨のみである。かつては「アルマゲマキナの英雄」と呼ばれ、見た目も颯爽としていたらしいがそのアルマゲマキナで身体を失い、現在の身体は作り物だという。
エルシィの仕事の成果を公正に評価している数少ない人物の一人で、勲章授与の審査で落とされてしまったエルシィに「室長賞」を用意するなどいまいち頼りない彼女のことを何かと気にかけている。また、人間界の物品に詳しいようであり、ビリーズブートキャンプで痩せようとするようなお茶目な一面もある。新地獄には男性が少ないため、婚期を逃してしまった。
公式にはヴィンテージの味方となっており様子を見ている状態であるため、ハクアを公安部に拘束させ駆け魂隊をクビにするが、記憶を消されかけたハクアを救出し人間界へと送り出した。努力だけで魔学校の主席となったハクアが上に立つような世界が成立する未来を夢見ている。
女神編終了後はヴィンテージの統率をしていたとして懲戒解雇になり、取調べ中に抵抗したことを理由に処分されたと発表された。しかしその前にノーラに「鍵」と呼ばれる玉を託していた。
二階堂 由梨（にかいどう ゆり）
声 - 田中敦子
【ジョブ：サド国語教師 / 誕生日：6月30日 / 年齢：23歳 / 血液型：AB型 / 身長：168cm / 体重：55kg / スリーサイズ：B89-W58-H85 / 出典：】
私立舞島学園高校2-B（桂馬・エルシィらのクラス）担任。右利き。担当科目は国語。舞島学園の出身で学生時代は女子バスケ部に所属しており純の先輩。二階堂が純とともに在籍した年度で全国制覇を成し遂げている。
桂馬の更生については絶望視しているが腕っ節が強く、よく桂馬や不良生徒をボコボコにしている。長瀬純の攻略のため、情報を欲しがる桂馬に取引として溜まっていたテストを採点させたり、更生を迫ったりするなど非常にしたたか。舞校祭の教師による寸劇では魔王ダーマの子分役を演じた。
実は地獄の関係者の一人で、特殊な勾留ビンと羽衣を使い魂度4の駆け魂でさえも簡単に勾留できるほどの実力を持つ。女神の存在も知っているが、リミュエルと共に傍観している。ドクロウの十年後の姿で、人間界で過ごすうちに、体は人間そのものになってしまった。サテュロスの人間界襲撃の際、ハクアとノーラに電話をかけ新地獄に向かわせ、自身は桂馬を過去から呼び戻す準備を行うが、リューネと遭遇し交戦、重傷を負うも生還。全てが終わった後は教師を辞め、桂馬にこれまで没収したゲーム機全てを返却し、かつてと同様に「お兄ちゃん」と呼んで彼の前から去った。
ドクロウ
桂馬が飛ばされた過去の世界にいた謎の少女。生きることに絶望し、船のマストから飛び降り自殺を図るも死ねず、桂馬と接触すると若返っていき赤ん坊の姿になるという現象を2度も引き起こしていたが、3巡目にて桂馬に阻止され、彼と行動を共にする。
歴戦の英雄であるドクロウの写し身だけあり、正太郎の私兵を全滅させた完全武装のヴィンテージを素手で瞬く間に皆殺しにするなど戦闘力は非常に高い。その一方で内面的には非常に幼く、文字の読み書きすら怪しい。その関係からか肉体的には中学生前後ではあるが、桂馬を「おにいちゃん」と呼ぶ。
その正体は、駆け魂隊のドクロウ・スカールに生み出された「分身」にして「番人」。過去から遡ってきた「救いの知らせ」の是非を見極め、その者をサポートするのが役目。「ずっとそばで守ってあげる」と言い、桂馬の前から姿を消す。実は二階堂の過去の姿であったことが判明する（桂馬は薄々気づいていた）。
丸井 雪枝（まるい ゆきえ）
声 - 儀武ゆう子
【ジョブ：ゴクルトバディ / 誕生日：9月7日 / 年齢：54歳 / 血液型：A型 / 身長：140cm前後 / 体重：40kg前後 / 右利き / 出典：】
ハクアの「協力者」。作中で桂馬以外に初めて登場した協力者でもある。名前どおり丸々とした顔の輪郭のおばさんで、性格もいかにも人のいいおばさん。趣味は太極拳。職業はゴクルトを配るセールスレディ。ハクアのことを「はっちゃん」と呼ぶ。
ゴクルトを配りながら「駆け魂」に取り付かれた人間に会い、「出会い」を重ねることにより少しずつスキマを埋めて回収をするという方法をとっているため、時間は掛かるものの同時にたくさんの「駆け魂」を回収することが可能である。ただ、あまりにも地道な作業なので、ハクアには「ゴクルトを配るばかりで何もしていない無能なバディー」と思われていた。作中では15人同時に攻略を行っており、1週間で4匹の「駆け魂」を回収した成果が描かれた。
桂馬はハクアと異なり、「彼女自身の人柄を生かした攻略をする優秀なバディーだ」と認識している。また桂馬が身内以外で一貫して敬称付き（さん付け）で名前を呼ぶ数少ない人物でもある。
ノーラ・フロリアン・レオリア
声 - 豊口めぐみ
【ジョブ：お邪魔女さん / 誕生日：8月27日 / 血液型：A型 / 身長：167cm / 体重：56kg / 左利き / スリーサイズ：B92-W59-H90 / 出典：】
地獄の冥界法治省極東支局の「駆け魂隊」の1人である悪魔で、エルシィ達より10年先輩。高飛車でお調子者かつ自己中心的な性格。嫌味かつ高圧的な態度で後輩をバカにしており、多くの後輩から嫌われている。一見すると大雑把でいい加減に見えるが、悪事や悪知恵のことに対しては頭の回転は速く、現実主義な考えの持ち主。巨乳であり、エルシィやハクアとは違って角を持っている。フィオーレからは「パイのみ」（胸がデカいだけのバカ女）と揶揄された。半期で7匹の駆け魂を出し（ハクアは子分の分の駆け魂も加算しているのではないかと疑っている）、悪魔重勲章を受章している。後にエルシィの担当地区の第30-2地区長となっている。「協力者（バディー）」は浅間亮。
スピード解決で有名で、半日で駆け魂を出したこともある。駆け魂を出す方法は、心のスキマを何倍も大きな欲望で埋め、スキマを溢れさせて駆け魂を出すというもの。だが失敗も多く、駆け魂を余計に成長させてしまったこともあるらしい。
駆け魂隊の悪魔は基本「協力者」のサポートに回るのが原則だが、後述のように亮が頼りなさすぎるため彼女は原則を無視し自身が率先して攻略を行っている。また駆け魂を追い出すために桂馬を殺害しようとしたこともあり、目的のためなら卑怯なことも平気で行い手段を選ばない乱暴者。人間の恋愛感情を「一番黒い感情」と軽視している。ハクアほどではないがプライドも高く、プライドを傷つけた相手にも容赦しない。一方で女神篇では（桂馬から持ち掛けられた「事態が解決したら手柄はすべて譲ってもらう」という取引や、自分の担当地区で暴れるヴィンテージへの反感もあるとはいえ）状況に関係なく一貫して桂馬達の味方をするなど、義理堅く面倒見のいい面も見せている（ただし前述の性格のため信頼関係は皆無に等しい）。
亮曰く「人を痛めつけるのが好き」。また、固有の能力として羽衣に人の心を写すことができる。地獄の名門旧家の出身であるため、本来は前線の隊員に知らされることの無いような情報も入ってくるらしい。
手柄をすべて譲ってもらうという条件で桂馬たちの女神捜索に協力する。ヴィンテージの襲撃から歩美を護衛することとなる。女神編終了後は約束通り手柄を譲られたからか、筆頭地区長になる。
浅間 亮（あさま りょう）
声 - 寺島拓篤
【ジョブ：のび犬バディ / 誕生日：8月3日 / 年齢：18歳 / 血液型：B型 / 身長：176cm / 体重：61kg / 右利き / 出典：】
ノーラの「協力者」。桂馬とは別の私立高校の3年生。金髪の美青年。
高校生とは思えない程致命的に頭が悪く、漢字もろくに読めず自分の名前さえ書き間違える、攻略対象に話しかける際にはカンニングペーパーが不可欠、少々呑気で自分の失敗にも気付かない、いちいちノーラを頼る、両手にメモしておかなければ左右の判別ができないなど、協力者としてのまともな能力は皆無。そのためノーラに「無能」呼ばわりされている。通称・禿（自分の名前「亮」の字を「禿」の字と間違えたことに由来）。よくポテトチップスを食べている。
ハクアが公安部に拘束された際、ノーラの機転で風邪で倒れた桂馬をサポートすることになったが、フィオーレに騙され洗脳される。が、ノーラに殴られ即正気に戻った。
作者曰く、「何となく、集中砲火のなか歩いていても弾に当たらなさそうな気がする」。
倉川 灯（くらかわ あかり） / リミュエル
声 - 清水愛
【ジョブ：マッドロマンティスト / 誕生日：11月12日 / 血液型：AB型/ 身長：138cm / 体重：34kg / スリーサイズ：B67-W49-H69 / 出典：】
私立舞島学園高校高等部3年C組の生物部員。桂馬の現実世界の14人目の攻略相手。ただし、本人に駆け魂は入り込んでおらず、エルシィの駆け魂センサーが彼女に反応したのは彼女によるダミーの駆け魂の信号を受信したからである。
汚れた白衣に身を包み、同じく汚れた冬用の帽子とマフラーを着用している。顔の左半分は前髪に隠れており、帽子の下は左右非対称のツインテールになっている。性格は物静かで感情をほとんど出さず、古風な爺口調で喋る。
ロボット作成を趣味とし、一人で黙々と段ボールをボディとした4輪のロボットを開発し、「完全な人間」にさせようと日々研究を続けている。しかし、ロボットの車体の中に鶏肉を詰め込む、ロボットの顔には美術室にあるような石膏でできた男性の頭部を付けるなど、思考が少々ズレている。桂馬は攻略を短期間で済まそうと、「人間の心」や「愛」とは何かをキスで伝えようとするも、逆にキスを通して人間作り（ロボット開発）に役立つと解釈し始め、桂馬とロボット開発を進める中で執拗にキスをするようになってしまう。その後、桂馬と共にロボット開発と「完全な人間とは何か？」を追求していき、「人間は不完全が理想なのだ」ということを理解し、桂馬にキスと別れの言葉をして姿を消した。
その正体は地獄の関係者であり、本名は「リミュエル」という新悪魔。救命院の首長イーマの娘で､同施設の出身のエルシィにとっては姉のような存在でとても敬愛されている。古い証の鎌を所有している。駆け魂隊のことを「エモノ」と呼んでいるが、真意は不明。
駆け魂隊が苦戦している際に二階堂を介して陰ながら活動を支援している。
人の名前を覚えることは苦手だが、攻略後は桂馬のことを覚えていた。二階堂はリミュエルの僅かな心の変化に気づき、桂馬との邂逅を『ローマの休日』と評した。
服が匂っていることは自覚している、しかし自身の体は匂っていないといったが服の中の匂いを嗅いで自分ではわからない、と言っている。。
フィオーレ・ローデリア・ラビニエリ
下記の正統悪魔社（ヴィンテージ）の項目を参照。
メグ
駆け魂隊の隊員。エルシィとハクアの同期。
アンジェ
駆け魂隊の隊員。メグと同じくエルシィらの同期。
カムリ・トレビン・スターレット
【ジョブ：ノーラの子分（クロ） / 誕生日：2月1日 / 年齢：不明 / 出典：】
駆け魂隊の隊員。ノーラの子分の一人で、黒髪の方。女神編では桂馬とちひろに羽衣を貸した。
クレスタ・イーディー・チェイサー
【ジョブ：ノーラの子分（白） / 誕生日：10月18日 / 年齢：不明 / 出典：】
駆け魂隊の隊員。カムリと同じくノーラの子分の一人で、長髪の方。女神編ではカムリと同じく桂馬とちひろに羽衣を貸した。
シャリア・フレイ・アモン
【ジョブ：第30-4地区地区長 / 誕生日：8月31日 / 年齢：不明 / 出典：】
地獄の冥界法治省極東支局 討伐隊極東支部第30-4地区長。通称「シャリィ」。FLAG.98から（名前はFLAG.74から）登場するエルシィの担当地区の前地区長。地区が再編され、ノーラが第30-2地区長に就任したことに伴い隣の第30-4地区へ異動になった。男言葉で話す。ヴィンテージに「地区長を移動させたい」と脅され、歯向かえないの理由でハクアの活動を密告し、保安部に売った張本人。
ギャブレー・デッラ・モンテ・ドゥミ
冥界法治省逃亡霊特別本部議長で、北米伐魂隊司令、新地獄統一保安議会チェアデビル、退役悪魔会名誉会員などを務める新地獄の高位悪魔。初登場時はモノリスを介して会議にオンライン出席したため、詳しい容姿は不明。（単行本第5巻の時点で）7匹の駆け魂を捕まえたエルシィに、宣伝も兼ねて悪魔重勲章の表彰をしようと生活の記録を議会に提示するが、エルシィの悪魔らしからぬ生活態度にあきれ果て、逆に減俸2ヶ月の処分を下した。
ゴロゴロ・ラグラン・ガンホーン
冥界法治省逃亡霊特別本部議員で、中部アフリカ分隊将軍、旧地獄文化遺産保護会議議員、子悪魔に歴史を教える会顧問を務める新地獄の高位悪魔。同じくモノリスを介して会議にオンライン出席したため、詳しい容姿は不明。
ロードレット・ルウム・レントラント
冥界法治省逃亡霊特別本部議員で、欧州捜索隊（シーカーズ）隊長、エネルギー大対策会議委員長、冥界緑の森スーパーバイザーを務める新地獄の高位悪魔。同じくモノリスを介して会議にオンライン出席したため、詳しい容姿は不明。
アノア・ノア・デルフリクト・ニース
冥界法治省逃亡霊特別本部議員で、南部極地区室長、周辺悪魔の権利を守る会会長、冥界歩こう会代表を務める新地獄の女性高位悪魔。同じくモノリスを介して会議にオンライン出席したため、詳しい容姿は不明。
ミダス・ロス
新任の法治省長官。天界からの依頼で人間界に潜伏する「天界人(=女神)」を捜索する命令を出す。
ニードルス・モウラ・ラミ
法治省副長官。ドクロウの後任として亡霊対策室室長を兼任する旨発表された。

## 正統悪魔社（ヴィンテージ）
フィオーレ・ローデリア・ラビニエリ
【ジョブ：何とか悪魔 / 誕生日：3月20日 / 年齢：不明 / 身長：160cm / 体重：44kg / スリーサイズ：B84-W58-H85 / 出典：】
ノーラと同じ角付きの悪魔で、旧家の出身。1等特別執行魔。ヴィンテージの構成員。桂馬の周辺で起こった駆け魂事件に関与していた張本人。北米から極東の第30-2地区にやってくる。
悪魔学校ではエルシィやハクアの同期であり、ハクアとはライバル同士だった。在学当時は成績優秀で途中まではずっと彼女が一番だったが、最後の論文の誤算でハクアに敗れ、卒業時はハクアに次ぐ2位という成績で卒業している。が、彼女自身はそのことを認めていない。ハクアは彼女の本性を知らず、桂馬が彼女を尋問していた時も真面目な優等生だと言っており、本人もずっと控え目で大人しい振りをしていた。
在学中、図書館の本を読みながら独自に悪魔のあり方を調べていった結果、「旧悪魔の時代が悪魔たちのあるべき姿である」という結論にたどり着くも、当時の教師たちにその考えが受け入れられなかったことからヴィンテージに所属、駆け魂隊に選ばれてからは旧悪魔復活のため様々な裏工作を行っていた（結や檜の駆け魂に干渉したのもその活動の一部）。
女神捜索の過程でアポロの所在に気づき、その宿主であるかのんごと攻撃を仕掛け重傷を負わせた。
ノーラに伴われ桂馬の家に現れたところ、その存在を訝しんだ桂馬の策略によって拘留ビンに捕らえられたが、演技をしてハクアを欺き逆にハクアとノーラを拘留ビンに捕らえる。2人の担当地区を奪って桂木家をヴィンテージの拠点にしようとしたが、桂馬が連れてきたウルカヌスによって再び拘留ビンに捕らえられる。単行本19巻カバー下の漫画で亮を騙して洗脳していたが、すでにヴィンテージの野望が阻止されていた。
アニメ第3期『女神篇』では登場しない。
リューネ
声 - 戸松遥
【ジョブ：B級グルメ大好き幹部 / 誕生日：11月7日 / 年齢：不明 / 身長：145cm / 体重：36kg / スリーサイズ：B72-W54-H76 / 出典：】
ヴィンテージの幹部の1人。アニメではフィオーレの代わりにアポロを刺す。常に手に持っているカッターナイフを躊躇なく自身の手に突き刺し、傷を負っても高笑いするなど、傷つけることだけを楽しむ残虐な性格。舞島市内に暗躍、ハクアの解雇後、第32地区長となる。勘が鋭く、ハクアが女神を探していたことに気づき桂馬の攻略者の襲撃を開始、自身もマルスを捕らえる。
桂馬とちひろを護衛していたハクアを大きく上回るほどの高い戦闘能力を持つが、ユピテルの姉妹全員が覚醒したことでヴィンテージの企みが頓挫し、どこへとも去っていった。
その後はヴィンテージを脱退し、保安部に転身していた。
ギラ
声 - 櫻井浩美
【ジョブ：ヴィンテージ兵隊 / 誕生日：10月25日 / 年齢：不明 / 身長：156cm / 体重：48kg / スリーサイズ：B84-W60-H85 / 出典：】
ヴィンテージの構成員。女神狩りで桂馬・歩美・ちひろを襲撃したが、現れたハクアとの戦闘の末敗北する。
過去編では香織を騙して協力させていた。

## 桂木家
桂木 麻里（かつらぎ まり）
声 - 柚木涼香
【ジョブ：ヤンママ店長 / 誕生日：5月25日 / 年齢：36歳 / 性別：女 / 血液型：AB型 / 身長：168cm / 体重：49kg / 右利き / スリーサイズ：B89-W56-H86 / 出典：】
桂馬の母親。自宅を兼ねた喫茶店「カフェ・グランパ」を経営している。一児の母とは思えない程スタイルが良い。姑との関係は良好だが、舅との関係は悪い。
現在は非常に朗らかな性格であるが、かつては「峠の雪女」と呼ばれた元暴走族。そのため今でも一度キレるとかつての凶暴な一面を垣間見せることがある。普段は髪をアップに結い眼鏡をかけているが、キレると髪留めと眼鏡をはずす癖がある。
夫は職業柄取材で日本国外へ出張することが多く、ドクロウ入魂の偽手紙のせいでエルシィを夫の隠し子だと信じ切ってしまい夫とは離婚する構えを取っていた。しかし、女神編で夫の危篤の報を受け出張先へ急遽出立する場面が描かれたり、アニメ第2期FLAG.8.5でも夫への愛情が描かれたりしている。
母を亡くした（ことになっている）エルシィに対して「面倒を見る」と自分や桂馬との同居を認めるなど懐の深い一面を見せている。また、そんなエルシィのことを「エルちゃん」と呼んで実の娘のように可愛がっている一面もある。
また喫茶店経営者だけあって料理の腕は良いようである。過去編では「みその特攻隊長」という異名も登場した。
桂木 桂一（かつらぎ けいいち）
桂馬の父親。仕事が忙しく現在は日本国外へ出張中。身に覚えのない隠し子（エルシィ）により麻里から離婚を迫られるなど不幸な人。それでもちゃんと妻の誕生日を覚えているあたりは桂馬の父親らしい。
名前のみの登場で職業についても明確な描写はされていないが、出張先としては南米が確認されている。本編最終話で日本へ近日中に帰国することが示唆された。
桂木 伝馬（かつらぎ でんま）
【ジョブ：おじいちゃん / 誕生日：11月11日 / 年齢：80歳 / 出典：】
桂馬の父方の祖父。高名な陶芸家。奥山県山口村に妻（桂馬の祖母）と2人で暮らしている。孫の桂馬を溺愛しており、彼のためにゲームキャラ入りの茶碗を焼くほど。桂一の嫁である麻里とは折り合いが悪い。
元々は舞島市に住んでいたが、桂一夫婦に家を譲ったため先祖伝来の地に引っ越した。「カフェ・グランパ」の名称は元々は伝馬の家だったことから。桂馬が自宅に置ききれないゲームや特典は伝馬宅の倉庫に置かせて貰っている。
家のすぐ近くに墓地がある。

## 舞島学園の関係者

### 教員
二階堂 由梨（にかいどう ゆり）
桂馬たちのクラス、2年B組の担任教師。詳細はこちらを参照。
児玉 一郎（こだま いちろう）
声 - 中尾隆聖
【ジョブ：フォーリン・ティーチャー / 誕生日：10月1日 / 年齢：49歳 / 性別：男 / 血液型：A型 / 身長：179cm / 体重：75kg / 出典：】
私立舞島学園高校の英語教師で文化系部主任。3-D担任。右利き。
授業中にゲームをする桂馬をよく思っていないが、成績優秀を理由に逃れられている（ただし桂馬のテストで100点を取ると宣言し、それを有言実行することだけは認めている）。性格は陰湿だが、言っていることのほとんどは正論である。原作では口の中によく顔が出現する。たった一度だけ桂馬が100点ではなくて99点を取ったときには、その答案を額縁に入れて飾って我を忘れるほど喜んでいた。体育祭では2-Bに敗れ、「負けた方が勝った方に焼肉を奢る」という賭けをしていた二階堂相手に高級焼肉を奢るはめになってしまった。舞校祭の教師による寸劇では「魔王ダーマ」という悪役を演じ、終了後のインタビューでは「続編でリベンジだ!!」と答えていた。
木村（きむら）
声 - 不明
舞島学園の体育教師。
桂馬のゲーム中毒には辟易しており、一切の無視を決め込んでいる。水泳の授業中にすらゲームをしている桂馬を化け物呼ばわりしている。舞校祭の教師による寸劇ではどんな役を演じたか不明。

### 生徒
寺田 京（てらだ みやこ）
声 - 近村望実
【ジョブ：隠れスーパーガール / 誕生日：10月21日 / 年齢：17歳 / 血液型：O型 / 身長：160cm / 体重：52kg / スリーサイズ：B84-W59-H85 / 出典：】
私立舞島学園高校2年B組に在籍する陸上部員、専門競技は400m走。右利き。
歩美やちひろの友人。長髪でそばかすがある。実家はクリーニング店。
ちひろ編終了後、彼女の始めた2B PENCILSに参加している。担当はキーボード（コルグX50）。
バンドメンバーでは唯一予備校に通っており、2B PENCILSが部室を手に入れるために挑んだ児玉との賭けでも、桂馬の勉強会に参加せずに100点を取っていた。また桂馬に隔意なく話しかけたり親切に接したりするなど、おおらかで優等生然とした性格。しかし、物事ははっきり言う。
2B PENCILSで唯一駆け魂騒動に関わらなかったが、女神編での再攻略には知らない間に関与している。
OVAでは主要キャラクターとなっているため、ちひろと同じようにアニメ第1期に比べデザインが修正されている。
ノベライズ2巻で名前が「てらだ きょう」と振り仮名が振られている。
石切 いづみ（いしきり いづみ）
声 - 牧口真幸
【ジョブ：ワンショットフレンド / 誕生日：12月9日 / 年齢：16歳 / 性別：女 / 出典：】
私立舞島学園高校2年A組に在籍する陸上部員。
同じ部員の歩美や京と仲がいい。髪形はベリーショート。
藤井寺 藍（ふじいでら あい）
声 - 野中藍
【ジョブ：カリスマ図書委員長 / 誕生日：4月2日 / 年齢：18歳 / 出典：】
私立舞島学園高校3年D組に在籍する図書委員長。
眼鏡で、三つ編みのおさげをしている。栞編で初登場。図書館を荒らすものには（あくまでも静かに）罰を与える。
中村 良輔（なかむら りょうすけ）
声 - 酒巻光宏
【ジョブ：ロンリーバタフライ / 誕生日：9月8日 / 年齢：17歳 / 出典：】
楠編から度々登場している私立舞島学園高校3年D組に在籍する生徒で、帽子をかぶっている仲間の一人（通称・もーひとり）からは「リョーくん」と呼ばれる不良少年。常に3人組で行動している（巨漢の仲間は登場しないこともある）。
制服を着崩して徘徊し、何かと他人に因縁をつけては絡むというステレオタイプの不良で、バタフライナイフまで携行しているというかなり危険な人物。
しかしその登場の度、仲間と共に楠や檜、ハクア等に絡んでは簡単にヤラれているという典型的なザコキャラでもある。
桂馬曰く「絵に描いたような脇役＝パセリ」。
作者の前作、『聖結晶アルバトロス』にもまったく同じ容姿・役割のキャラがいた。
ユータ
声 - 羽多野渉
私立舞島学園高校の生徒。ちひろ編に登場。ちひろの憧れの一人。
斉藤 あかね（さいとう あかね）
【ジョブ：恋にときめく中学女子 / 誕生日：3月9日 / 年齢：14歳 / 出典：】
私立舞島学園高校中等部3年C組の水泳部員。みなみをおもちゃ扱いしている。
三ツ谷 秋子（みつや あきこ）
【ジョブ：続・恋にときめく中学女子 / 誕生日：4月28日 / 年齢：15歳 / 出典：】
私立舞島学園高校中等部3年C組の水泳部員。愛称は「あっこ」。斉藤と同じくみなみをおもちゃ扱いしている。
田坂 三吉（たさか さんきち）
私立舞島学園高校の将棋部の主将。県大会二連覇、奨励会に勝ったことがある強者だったが、七香に敗れ「あんま強ないな」と言われた。
桜井 ひより（さくらい ひより）
【ジョブ：すごろくガール / 誕生日：7月27日 / 年齢：17歳  / 出典：】
『週刊少年サンデー』2008年38号のカラートピックスのすごろく『神のみぞ知るセカイ〜ひと夏の体験〜』に登場。若木民喜による描き下ろしのオリジナルヒロインである。本編でも、みなみ編で一瞬だけ登場した。
作者曰く、「この子は今、2-Bのモブ子に変化して存在してる気がする」。
怒野 モブ子（いかの モブこ）
声 - 儀武ゆう子
私立舞島学園高校2年B組に在籍する女子高生。髪をセンター分けにしておさげにし、肩の前に垂れさせている。
名前はまだ仮設定で暫定的に作者が「モブ子」と呼んでいるモブキャラクター。
舞島学園の場面でしばしば描かれているが、作中では名は出ていない。

## 過去編の人物
ドクロウ
詳細はこちらを参照。
白鳥 うらら（しらとり うらら）
【ジョブ：ロンリーロリータイニーお嬢様 / 誕生日：4月6日 / 年齢：7歳 / 血液型：B型 / 身長：114cm（駆け魂成長時171cm） / 体重：20kg（駆け魂成長時52kg） / スリーサイズ：B86-W59-H88（成長時） / 出典：】
桂馬の小学1年生の時のクラスメイト。白鳥正太郎の孫。金持ち繋がりで美生や結と友達。小学1年ながら日傘をさして通学したり化粧セットを持ち歩くなど、大人びた態度をとる。これは両親を早くに亡くし、一人ぼっちになった祖父を両親に代わって支えるためにも早く大人になりたいという願望の表れである。
4巡目のルートではそれが「心のスキマ」となり、母の遺体に宿っていた駆け魂に憑かれてしまう。願望の影響で大人の姿になり、桂馬を連れまわして幻想空間を満喫するが、ドクロウに連れられ空間に侵入した祖父に止められて心のスキマが埋まった。その後は正太郎とデゼニーシーに行くなど、家族の絆を深めていることがうかがえる。
10年後の現代には登場しないが、白鳥家に彼女らしき写真が飾られていて海外の学校に留学中の模様。
柳 玲子（やなぎ れいこ）
【ジョブ：白鳥家専用クラシアン / 誕生日：7月25日 / 年齢：26歳（過去編）→XX歳（現在） / 血液型：A型 / 身長：166cm / 体重：50kg / スリーサイズ：B86-W59-H88 / 出典：】
正太郎の秘書で、両親がいないうららの付添人を務めている。森田と岡本に「うららのお母さん」とからかわれている。
10年後も外見上の変化はない。正太郎の指示で結とかのんを迎えに行った。
あおい先生
舞島東小学校1年A組（桂馬や天理、うららのクラス）の担任。桂馬のゲーム中毒に悩まされている。
白鳥 正太郎（しらとり しょうたろう）
【ジョブ：洞窟徘徊老人 / 誕生日：4月8日 / 年齢：61歳（過去編） / 血液型：AB型 / 身長：180cm / 体重：69kg / 出典：】
うららの祖父で実業家。年齢に反して容姿は非常に若々しい。
息子夫婦の死後、その元凶が悪魔であることを知り、悪魔を倒すために私財を投じて襲撃に備えていた。桂馬の3巡目のルートでは桂馬の忠告を聞かずに悪魔に立ち向かい、雇った兵隊を全滅させられ、自身も下半身を失い死亡する。その結末を回避しようとした桂馬により、4巡目のルートでは「悪魔を倒すことばかり考えていたせいで、うららの心に気付けなかった」ことを桂馬に指摘され、駆け魂に憑かれたうららと対峙、彼女と正面から向き合うことで「心のスキマ」を埋め、自身の問題にも決着をつけた。
その後、桂馬の頼みで10年後に備えた各種工作（エルシィの舞島高校への入学手続き、ドクロウを二階堂として桂馬の担任にすること、10年後にサテュロスの襲撃を受ける女神の宿主を保護すること）を依頼され、これらの約束を実際に果たした。
白鳥 香夜子（しらとり かよこ）
うららの母。彼女が物心つく前に集団食中毒で亡くなったということになっていたが、真相は白鳥家に嫁入りした後の息苦しさに付け込んだ駆け魂に取り憑かれた末、夫を巻き込んで死亡した。
駆け魂は彼女の遺体に残ったまま埋葬され、数年の時を経て新たな宿主としてうららに取り憑き、さらに香夜子の幻影を正太郎の前に出現させ彼女の苦しみを吐露した。
白鳥 正晴（しらとり まさはる）
うららの父。うららが物心つく前に亡くなっている。
結崎 香織（ゆうざき かおり）
【誕生日:5月29日】
舞島東小学校6年1組。表向きは優しいお姉さんを演じているが本性は粗暴で高圧的かつわがままな女王様気取りの性格で、他者に対する思いやりは皆無。自分を大人だと思い周囲の子供を見下し、自分の目的のためには手段を選ばず人を傷つける言動も平気で行う冷酷残忍さを持ち、桂馬に並ぶ悪魔的な頭脳の持ち主。普段は糸目だが、本性を見せたり怒りを見せる時は目を開く。
自分の理想の世界を築くため、ヴィンテージに協力し、他の生徒を悪魔に売り渡そうとするが、結局は悪魔の裏切りに遭う。それでも反省すらしておらず、桂馬のきつい言葉で突き放される。桂馬の置手紙を読んで怒り狂うなど最後まで更生する様子は見られなかった。また、桂馬が唯一攻略対象としたにもかかわらず攻略されなかったヒロインでもある。
有田 オーフレイ子（ありた おーふれいこ）
【年齢：11歳】
舞島東小学校5年1組。年の割には小学生離れした風貌の持ち主。体力作りとおしゃれが好き。
まいこ
【年齢：11歳】
舞島東小学校5年2組。お笑いコンビシーダッシュのボケ担当。
まりこ
【年齢：11歳】
舞島東小学校5年2組。お笑いコンビシーダッシュのツッコミ担当。
佐土山 花（さとやま はな）
【年齢：12歳】
舞島東小学校6年3組。読者モデルの少女。

## その他の人物
森田 慎太郎（もりた しんたろう）
声 - 樫井笙人
【ジョブ：美生ドライバー / 誕生日：6月14日 / 年齢：41歳 / 出典：】
美生専属の運転手。
元は美生の亡父のドライバーで、その縁で美生の世話をしている。一時、意地を張って令嬢のように振舞う美生に愛想を尽かしたが、後に復帰している。攻略時の記憶をなくしている美生は、攻略の際に心の隙間を満たしたのは森田であると認識している。
美生と一緒にいない時は、タクシーの運転手をしている模様。
青山 有里（あおやま ゆうり）
声 - 中村秀利
【ジョブ：美生パパ / 誕生日：12月8日 / 年齢：享年45 / 出典：】
美生の父親で「青山中央産業」の社長。本編が始まる1年前に亡くなっている（死亡理由は不明）。美生にとても優しい性格だった。
過去編では存命中の姿で登場している。なお、下の名は過去編で明らかになった。
岡田 郁子（おかだ いくこ）
声 - 伊藤美紀
【ジョブ：商魂マネージャー / 誕生日：9月16日 / 年齢：33歳 / 血液型：B型 / 出典：】
かのんのマネージャー。眼鏡をかけている女性。
かのんに親知らずを抜くことを提案した。エルシィ曰く、「にーさまに似て」いる。
女神編ではハクアの錯覚魔法の完璧さもあって､エルシィの変装にはまったく気づいていなかったが､仕事時と楽屋とでのオンオフの激しさには違和感を覚えていた。
｢かのん100%｣ではまろんから連絡を受けて知ったはぐれ魂の悪事から新ユニットのネタを思いつく一面が描かれている。
らいむ / 藤村 ちか（ふじむら ちか）
声 - 日高里菜
【ジョブ：シトロンリーダー / 誕生日：10月5日 / 年齢：18歳 / 出典：】
アイドルユニット「Citron」の元リーダー。金髪で巻き髪。グループ解散後、歌手を引退する。
ゆり / 国吉 友里（くによし ゆり）
声 - 内田真礼
【ジョブ：シトロンメンバー / 誕生日：9月28日 / 年齢：17歳 / 出典：】
アイドルユニット「Citron」の元メンバー。黒髪ショート。らいむと同じく、グループ解散後に歌手を引退する。
ネコ
舞島学園の校舎内を徘徊する野良（？）ネコ。首にリボンをつけている。楠によるとオスらしい。
楠編で初登場し、その後、楠の自宅兼道場で飼われている。楠がかわいい名前を思いつかないことから、終始「ネコ」とのみ呼ばれている。
春日家で飼われているにもかかわらず、月夜編では夜中の学園の校舎内に現れており、いつも楠の自宅にいるわけではないようである。後に恋人ができた。
コージー田所（コージーたどころ）
ドキュメンタリーバラエティ番組『クロノスの夜明け』のナビゲーター。
同番組によって桂馬の運営するサイト『落とし神』がピックアップされた。
番組の元ネタは『ガイアの夜明け』で、モデルとなった人物は同番組の初代ナビゲーターで俳優の役所広司。
MASARU（マサル）
【年齢：36歳】
ギャルゲー製作メーカー「レベルアイ」代表取締役。
ギャルゲー衰退期に絶望していたが、桂馬の運営する『落とし神』に触発されて奮起。現在となっては一切の妥協を許さない作品作りを心がけている。
石上 裕行（いしがみ ひろゆき）
ゲーム好きな男子高校生。
毎週木曜日にゲームショップに通っている。落とし神こと桂馬のゲームスピードには感嘆している。
あさり
雪枝が攻略していた少女。
天理の母
声 - 松来未祐
本名不明。娘の引っ込み思案な性格に悩み気味。
南波 愛梨（なんば あいり）
【ジョブ：座敷孫 / 誕生日：7月26日 / 年齢：10歳 / 出典：】
梨枝子の孫。容姿は梨枝子の子供の頃と瓜二つ。
傍若無人な性格で不気味なものを好み、人の目を気にしない奇矯な行動が目立つため友達がいない。エルシィは桂馬に似ていると評している。一度遊んでもらってから桂馬のことが気に入った様子。後に桂馬への手紙を書き、知らなかったので「ムチャクチャ」な住所で送ったところなぜか地獄へ届き、ドクロウ経由で桂馬まで手紙が転送された。右利き。
上本 満夫（うえもと みつお）
【ジョブ：スミレのパパ / 誕生日：2月24日 / 年齢：42歳 / 出典：】
スミレの父。ラーメン屋「上本屋」の店主。
妻が家出後は男手一つでスミレを育てて来たが、スミレがラーメン屋を継ぐことには反対しており親子仲も微妙なものだった。ラーメン作りの腕は確かなものだが、宣伝や創作など積極的な営業をしていなかったため、店舗はやや閑古鳥が鳴いていた。実際はスミレの幸せを何よりも望んでおり、スミレの意思が固いものだったと知ると潔く店の看板を譲り渡した。
岡本 太助（おかもと たすけ）
【ジョブ：結ドライバー / 誕生日：10月9日 / 年齢：56歳 / 出典：】
五位堂家の執事。眼鏡をかけた初老の男性。
五位堂 響子（ごいどう きょうこ）
【ジョブ：医者批評ママ / 誕生日：11月11日 / 年齢：46歳 / 出典：】
結の母親。結を溺愛しており付きまとうほどの支配的かつ過保護な性格で、それが結の心のスキマの原因になった。結編後は結に付きまとうことはなくなったが、男として振る舞う結のことは快く思っていない。結が未来の旦那として桂馬（中身は7歳時）を紹介したときは、結の態度に耐えかねて、結を尼寺に拉致するに至ってしまった。
五位堂 勝大（ごいどう かつひろ）
【ジョブ：結パパ / 誕生日：2月11日 / 年齢：52歳 / 出典：】
結の父親。
過去編でも登場。テーマパーク建設の名目で正太郎に土地を貸しているが、香夜子の死後人が変わってしまった正太郎を非難している。
結の姉
本名不明。だらしなさそうな性格。2コマのみの登場。

### 「かのん100%」の人物
こずえ
声 - 洲崎綾
かのんがはぐれ魂から助けた少女。漫画版では小学生になったかのん（まろん）のクラスメートでもあり、まろんは彼女の家に居候している。かのん曰く「おとなしくてかわいい女の子」。
かのんの大ファンでもあり、まろんにサインをもらってくるようねだったり母親と一緒にかのんの妹オーディションに参加したこともある。
OVAではかのん妹オーディションに来ていた女の子の一人で、駆け魂が化けた偽かのんに狙われるがかのんに助けられ、見事オーディションで優勝する。
もともとはOVA版の脚本を担当した川邊優子によるキャラクターで、これを原作者・若木が気に入って漫画版での同居設定になったという経緯がある。
ベル・マーク・アツメ
漫画版のみ登場。元アイドルで、かのんと同じように子供の姿にされた少女。お供にフクロウを連れており（そのフクロウからは「ベル様」と呼ばれている）、はぐれ魂とともに世界征服をもくろんでいる幹部。
かのんと同じく変身することができるが、劇中では少なくとも3度そのかのんに撃退されている。最終決戦時にはいつの間にか仲間になっていた。

### ゲームの人物
羽鳥 ゆう（はとり ゆう）
声 - 小林ゆう
FLAG.1で桂馬がプレイしていたギャルゲーのヒロイン。ツンデレ的な性格。このキャラクターが桂馬が攻略した10000人目のヒロインとなった。
アニメ第2期FLAG.12.0では続編が発売されており、再びヒロインを務めているようである。
飛鳥 空（あすか そら）
声 - 櫻井智
【ジョブ：螺旋系美術部員 / 誕生日：8月11日 / 年齢：17歳 / 血液型：B型 / 身長：160cm / 体重：50kg / スリーサイズ：B85-W60-H88 / 出典：】
後に「伝説のクソゲー」と呼ばれることになるPFPのゲーム『くれよん 空の芸術』（読みは「そらのあーと」、制作したゲーム会社は「アトリエりりす」）に登場するヒロイン。
発売が23回も延期され、2枚組大作と銘打っていたが、実際は2枚目は修正ファイル。3回に1回しか起動せず、しかもセーブするとPFPが壊れてしまう。他にも選択肢の永久ループや文字化けなど、致命的なバグが無数に存在。しかも修正パッチ（有料）でもそれらは回復されず、メーカーも夜逃げしてしまい攻略は不可能とされた。
しかし桂馬は「悪いのはゲームであって、ヒロインではない」との持論から、選択肢の総当りでなんとか攻略を目指した。
後にエンディングを見た者が1人だけいると言った人物がいるとされたが、誰も信じず後に忘れ去られた。
杉本 四葉（すぎもと よつば）
声 - 丹下桜
【ジョブ：トゥルーヒロイン / 誕生日：5月5日 / 年齢：17歳 / 血液型：B型 / 身長：160cm / 体重：43kg / スリーサイズ：B83-W56-H84 / 出典：】
月夜編（アニメ第2期FLAG.8.0）から登場するようになった、桂馬が一押しするPFPのゲーム『One Leaf』（アニメ第2期でのタイトル、マンガでは描写されていない。桂馬曰く「200本しか売れていない」）に登場するメインヒロイン（作者公認）。通称「よっきゅん」。
桂馬が「運命の出会い」と言うほどのお気に入りのキャラクターなのだが、いかんせん致命的に作画が崩壊しているためその愛が他人に理解されることは殆どない。
月夜やハクアは彼女のビジュアルを「落書き」と評しており、むしろ人物絵として把握していない。
なおその衝撃的なキャラデザのせいか妙に読者人気があり、月夜編終了後もたびたび登場している。
作者曰く「トゥルーヒロイン」「ファム・ファタル的存在」。
アニメ第1期FLAG.12.0の予告、および 第2期FLAG.2.0の予告（ハクアの後ろのモニターに映っている）にて先に登場。
アニメ第2期FLAG.8.0で桂馬の「運命の出会い」が描かれ、FLAG.12.0では実際に桂馬が彼女を攻略し、夢中になっていく様子が描かれている。
ユミ
とあるバッティングセンターの、ピッチングマシーンのディスプレイに映されるキャラクター。劇中での描写を見る限り、彼女は初級レベルの模様。「滝ボール」、「ドリームボール」を投げてくる。

## 小説版の人物
有沢まみずによるノベライズ作品に登場。
天美 透（あまみ とおる）
【ジョブ：お花畑の住人 / 誕生日：10月7日 / 血液型：AB型 / 身長：158cm / 体重：48kg / スリーサイズ：B86 W59 H82 / 出典：】
桂馬が喫茶店の火災で助けられた、天使のコスプレをした少女。言動はいわゆる「電波系」（桂馬はお花畑タイプと称する）のものであり、「星巡りのクエスト」と称してネオンサインの輝く店舗を巡ったり、「永遠のプラス」なるものを探していると言うなど、掴みどころが無い。スタイルがよく、また勘が鋭い。たまに冷静な表情を見せる事がある。
実家は名家・資産家であり、豪邸に暮らす令嬢である。徹底的な管理教育・英才教育を施されており、通う学校もお嬢様学園。そのために自分の時間などは極端に少なく、趣味なども制限されており、また家庭の方針で、「マイナスチェック」と呼ばれる減点制度が科せられており、よくないと思われる事に対して減点、その累積によって罰が科せられてきた。その窮屈な生活に抑圧され、架空の物語を想像したり、反動で度々エキセントリックな行動をとるようになってしまっている。
吉野 麻美（よしの あさみ）
【ジョブ：茶道部部員 / 誕生日：6月6日 / 年齢：17歳 / 血液型：A型 / 身長：156cm / 体重：47kg / スリーサイズ：B83 W58 H81 / 出典：】
私立舞島学園高校2年B組に在籍する茶道部員。性格は大人しく、教室では一人読書をしていたりと積極的に交流を深めないタイプの少女。優等生然としており、協調性が無いわけではない。当初より桂馬に興味があるようで、よく桂馬の事を眺めている。
妹の郁美とは相対的に人間付き合いが極端に苦手であり、克服しようと茶道部に入部したりクラスの行事には必ず参加してはいるものの、上手く行っていない。郁美などの家族とは普通に会話ができる。原作漫画にも登場しており、桂馬に攻略された後の姿が見られる。
なお、アニメ第1期ではFLAG.8.0における桂馬視点のエピソードで教室の後ろに座っているのが確認できる。
吉野 郁美（よしの いくみ）
【誕生日：6月6日 / 年齢：17歳】
麻美の双子の妹。姉とは通う学校が違うため、舞島学園には知り合いはいない。性格は姉とは正反対で人懐っこく、非常にアクティブ。また、姉想いな性格で、姉が興味を示していた桂馬の前に姉を装って接近した。
阿倉川 紫埜（あくらがわ しの）
【ジョブ：悪霊退治 / 誕生日：1月2日 / 血液型：O型 / 身長：174cm / 体重：52kg / スリーサイズ：B94-W61-H92 / 出典：】
宇留山豊星神社の巫女。年齢は20代半ば。大人びた美貌の持ち主だが、本人はあまり意識していない。武士のような仰々しい口調をしており、一人称はわし。凛としており非常に真面目な性格だが、取っ付き難い所はなく面倒見もいい。家事などもそつなくこなすが、その一方で非常にドジを踏みやすいという欠点がある。
巫女として結界を張るなどの不思議な能力を持っており、最上が解き放ってしまった“あくおに”と呼ばれる怨霊を追っている。
風瀬 青羽（ふせ あおば）
【ジョブ：天才少女/ 誕生日：5月18日 / 年齢：17歳 / 血液型：A型 / 身長：153cm / 体重：42kg / スリーサイズ：B81-W54-H79 / 出典：】
私立舞島学園高校に通う生徒。他人どころか自分にすら関心がなく、ほとんど感情を表に出さない。しかし苦手なものはなく、文武問わずやる気になればそのほとんどにおいて優秀な成績を残すだけの才能を持っており、桂馬をして「天才」と言わしめた。それゆえか本心から興味のあるものは皆無で、それが「心のスキマ」となっていた。
桂馬による攻略後はその経緯によって出会ったギャルゲーにはまり込み、『舞姫』の異名でもってギャルゲー界で知られるようになる。
最上 武（もがみ たけし）
故人。10年以上前に活動していたギャルゲーのシナリオライター、プログラマー、原画家。
代表作は『退廃へと導く日常』『初めての虐殺』『西恩灯籠』の三部作。当時としては非常に画期的な作品を制作することで一部ユーザーから支持を得たと言われている。そのゲーム作りへの情熱は計り知れず、究極の恐怖をゲームに実装するため、豊星神社に封印されていた“あくおに”を解き放って『西恩灯籠』に組み込むことでそれを成し遂げた。なお『西恩灯籠』は発売間もなく回収される騒ぎを起こしている。
後藤（ごとう）
健康飲料・ゴクルトを配達する会社のセンター長。丸井雪枝の上司にあたる。雪枝の長年の実績や後輩の面倒見の良さを評価しており、何かと便宜を図っている。